# Marché aux esclaves

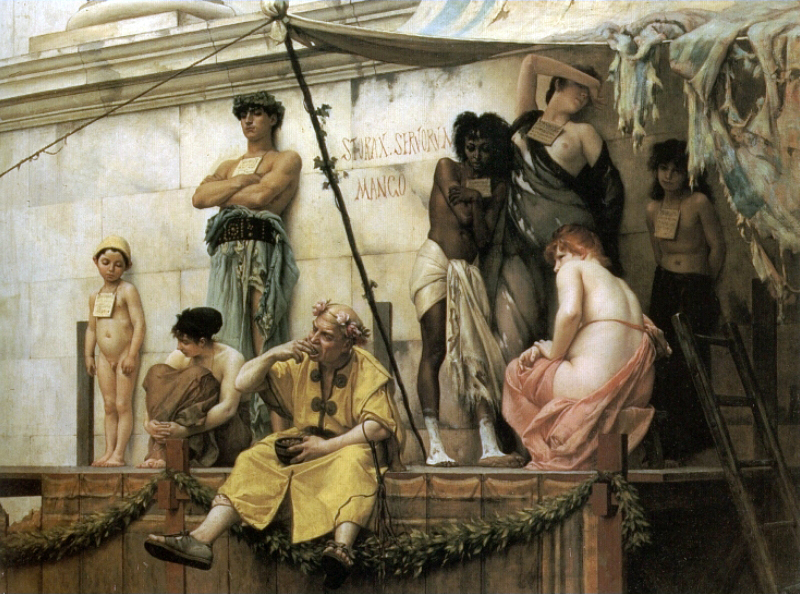
Le marché aux esclaves dans la Rome antique, par Gustave Boulanger (1866).

Un marché aux esclaves est un marché sur lequel sont vendus ou loués des personnes réduites en esclavage.

## Antiquité
Dans le monde grec antique, les plus grands marchés d'esclaves furent ceux de Thasos, d'Éphèse, de Délos et d'Athènes. Selon le témoignage, tardif, du géographe grec Strabon, l'île de Délos pouvait chaque jour recevoir et exporter des dizaines de milliers d'esclaves,. Les esclaves provenaient principalement de Thrace, de Scythie et d'Anatolie.
L'un des premiers marchands d'esclaves connus est un certain Panionios de Chios qui, au VIe siècle av. J.-C., achetait des jeunes esclaves pour les castrer et les revendre comme eunuques en Anatolie.
À l'époque romaine, l'île de Délos dans les Cyclades reste un centre important de la traite des esclaves. Les ports de Rhodes, de Pergame, d'Éphèse, de Byzance, d'Antioche, de Tyr et de Pouzzoles abritaient également d'importants marchés aux esclaves.

## Moyen Âge
Le voyageur arabe Al-Yaqubi mentionne au IXe siècle un marché à Zawila, en actuelle Libye, qui « exportait des esclaves noirs » vers le monde arabo-musulman. Les esclaves venaient des régions bordant le lac Tchad.
En France, selon le professeur Charles Verlinden, on trouverait au IXe siècle des marchés d'esclaves à Verdun (qui fut un centre de castration d'esclaves transformés en eunuques), Metz et Valenciennes, où l'on vendait notamment des Slaves. Un marché aux esclaves est attesté à Arles au Xe siècle : des prisonniers de guerre hongrois et sarrasins y sont vendus vers 950. Vers l'an mille, Rouen, capitale du duché de Normandie, possédait son marché aux esclaves où l'on vendait principalement des Irlandais et des Flamands.
Au XIe siècle, Dublin, capitale d'un petit royaume viking, fut probablement le plus grand marché aux esclaves d'Europe occidentale,.
En Scandinavie, des marchés aux esclaves sont attestés à l'époque viking, notamment dans les comptoirs commerciaux d'Hedeby et de Birka.
Au XIe siècle, l'historien arabe Al-Bakri indique que l'on trouve à Awdaghust (en actuelle Mauritanie) « des négresses qui sont d’excellentes cuisinières, dont chacune vaut au marché, au moins cent mithqal. C'est qu'elles savent préparer d'exquises pâtisseries : nougats aux noix, gâteaux au miel et autres sucreries » ; il ajoute : « On y rencontre (aussi) des jeunes filles au beau visage, au teint clair, au corps souple, aux seins bien droits, à la taille fine, aux épaules larges, à la croupe abondante, au sexe étroit : celui qui a le bonheur d'en posséder une y prend autant de plaisir qu'avec une vierge. ».

Marché aux esclaves à Constantinople (1842).

Au XIIe siècle, les villes où étaient vendus les esclaves chrétiens sont Constantinople, Alger, Tétouan, Fez, Marrakech, Salé, Tunis, Tripoli, Le Caire, Alexandrie, Smyrne ou Thessalonique. Celles où étaient vendus les esclaves musulmans sont Messine, Venise, Naples, Gênes, Malaga, Palma, Valence, Séville ou encore Lisbonne.
Aux XIVe et XVe siècles, Venise est l'un des marchés d'êtres humains les plus actifs du monde méditerranéen. Les esclaves proviennent surtout des rives septentrionales de la mer Noire et du Caucase. On trouve à la même époque des marchés aux esclaves à Gênes, et à Raguse, où l'on vendait notamment des Bosniens, adeptes du bogomilisme et considérés comme hérétiques par l'Église catholique : le fait que les bogomiles de Bosnie étaient considérés comme « schismatiques » représentait pour les marchands catholiques une bonne excuse pour les réduire en esclavage.
Au XVe siècle, l'historien portugais Gomes Eanes de Zurara a laissé la description du marché d'esclaves de Lagos au Portugal ; ce « Mercado de Escravos », ouvert en 1444 après l'expédition en Afrique du navigateur Lançarote de Lagos, fut le premier grand marché d'esclaves noirs en Europe.

## Époque moderne

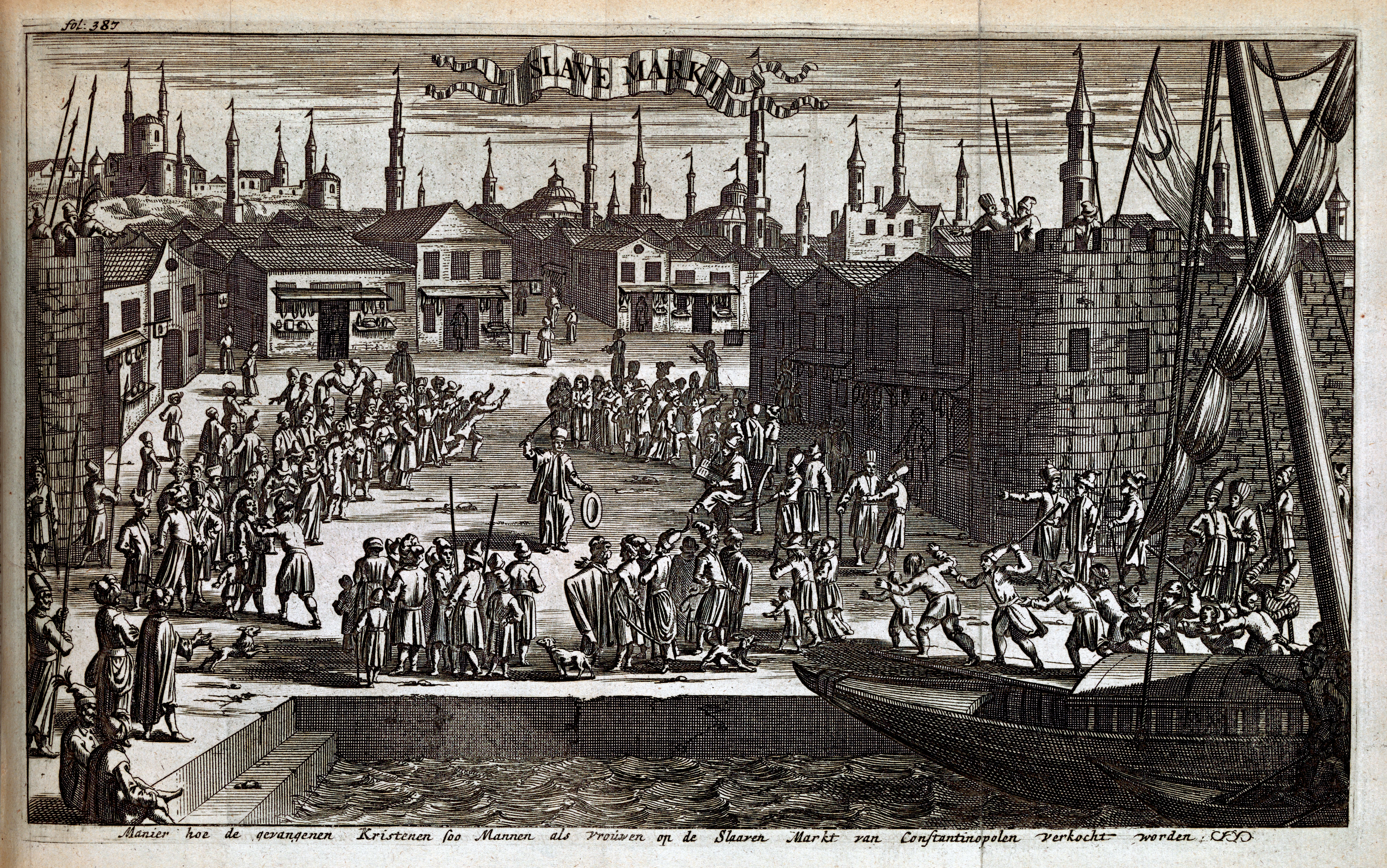
Marché aux esclaves à Constantinople, fondé vers 1460 par le sultan Mehmet II (gravure de 1684).

Pour la traite des Blancs : le port de Caffa en Crimée, fut un important centre de traite des esclaves (russes, polonais, lituaniens, caucasiens, etc.) ; ces esclaves, capturés par les Tatars au cours de leurs razzias, étaient principalement destinés aux marchés de l'Empire ottoman. Les Tatars pratiquèrent ce commerce jusqu'à l'annexion de la Crimée par les Russes en 1783. L'on estime que jusqu’à 75 % de la population de Crimée se composait d’esclaves ou d'affranchis, et une grande partie de la population libre était impliquée dans la traite.
Pour la chrétienté, le pape Paul III (1534-49) interdit de façon absolue et définitive toute aliénation de liberté ou de saisie des biens de peuples, y compris « qui parviendraient dans l'avenir à la connaissance des chrétiens, même s'ils vivent hors de la foi » et précise : « Toute mesure prise en contradiction avec ces principes est abrogée et invalidée », dans sa lettre officielle Veritas ipsa. Toutefois, le protestantisme ne reconnaît pas d'autorité au pape, et celui-ci ne dispose pas d'un pouvoir temporel lui permettant de l'imposer hors des pays y ayant déjà renoncé en Europe, dont la France depuis Louis X[réf. souhaitée].

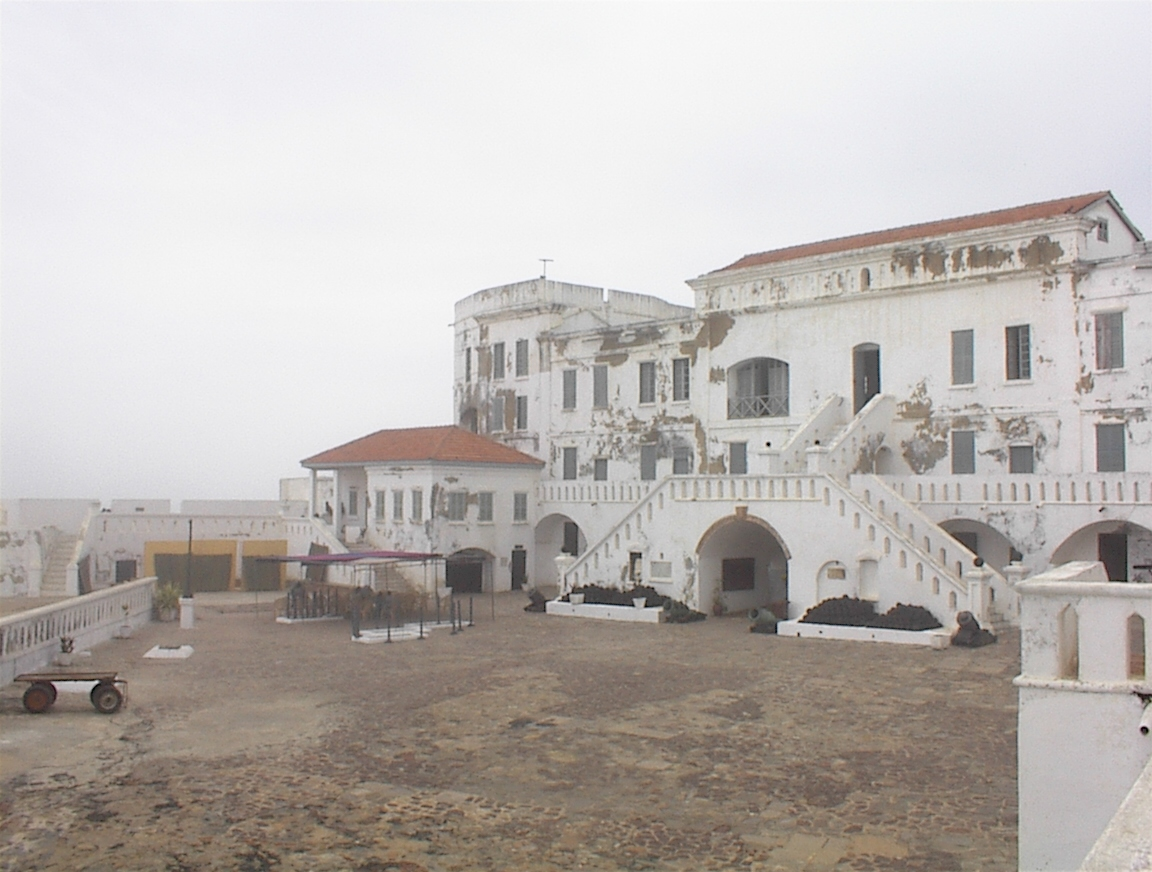
Le fort de Cape Coast (Ghana actuel) fut un important lieu de la traite négrière sur la côte de l'Or.

Pour la traite des Noirs : l'île de Gorée, les marchés aux esclaves du golfe du Bénin (« côte des Esclaves », dans le royaume du Dahomey), Lagos et Badagry (actuel Nigeria) ; Alexandrie, Zanzibar (qui fournissait des esclaves au golfe Persique), Zabid au Yémen, Mascate (Oman), etc., jusqu'aux XIXe et XXe siècles.
Au XVe siècle, le diplomate et explorateur marocain Léon l'Africain écrit lors d'un voyage au Sahel : « Il existe une place [à Gao] où l'on vend les jours de marché une infinité d'esclaves, tant mâles que femelles » : une jeune fille de 15 ans se vendait 6 dinars, un jeune homme le même prix ; un enfant ou un esclave âgé, 3 dinars. Ces prix baissaient s'il y avait surabondance de l'offre.
Lisbonne était aux XVe et XVIe siècles un grand marché d'esclaves africains ; ils étaient notamment mis en vente sur la « Praça dos Escravos », qui se trouvait près de l'actuel Campo das Cebolas. Vers 1550, les Noirs constituaient 10 % de la population lisboète.

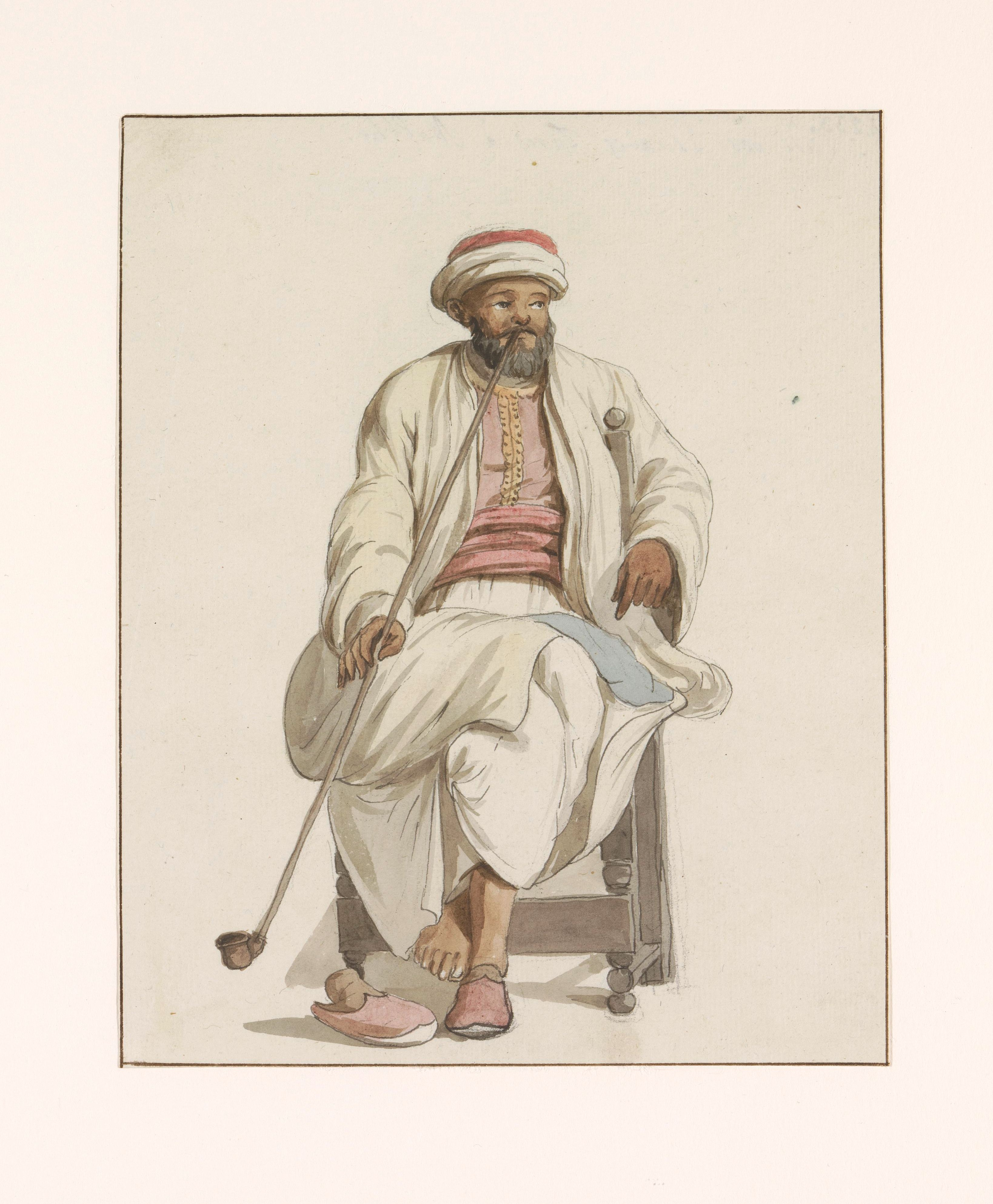
Cadi des esclaves turcs à Malte (1778).

L'ordre de Saint-Jean de Jérusalem développe l'esclavage à Malte dans d'importantes proportions , principalement pour fournir la chiourme des galères de l'Ordre mais aussi d'autres pays chrétiens. Si les esclaves sont capturés par un navire de l'Ordre, les chevaliers décident de leurs différentes destinations : galère, service, cadeau ou vente. Jusqu'à l'abolition de l'esclavage en 1794 par la Convention nationale, ceux qui n'ont pas encore trouvé leur propriétaire définitif sont menés sur le marché public aux esclaves de La Valette, situé sur la place San Giorgio (aujourd'hui Misrah San Gorg), devant le palais magistral,.

« Marché de Nègres le dimanche à Antigua » (1806)

Du XVIe siècle à 1830, la « côte des Barbaresques » en Afrique du Nord était le lieu d'un marché aux esclaves où étaient vendus les Européens capturés par les pirates et corsaires barbaresques lors de leurs razzias en Méditerranée, et les Africains amenés captifs dans des caravanes transsahariennes.

## Époque contemporaine
En 1838, le peintre écossais David Roberts fait brièvement référence au marché aux esclaves d'Alexandrie lors d'un voyage en Égypte : « Nous visitâmes le marché aux esclaves, particulièrement répugnant. La plupart des esclaves étaient des jeunes filles : certaines, Circassiennes, étaient bien habillées ; d'autres, des Négresses, étaient accroupies sur le sol, couvertes par de rares lambeaux d'étoffe, sous un soleil qui aurait tué un Européen. C'était un spectacle vraiment révoltant que je quittai, fier d'appartenir à un pays qui avait aboli l'esclavage. »

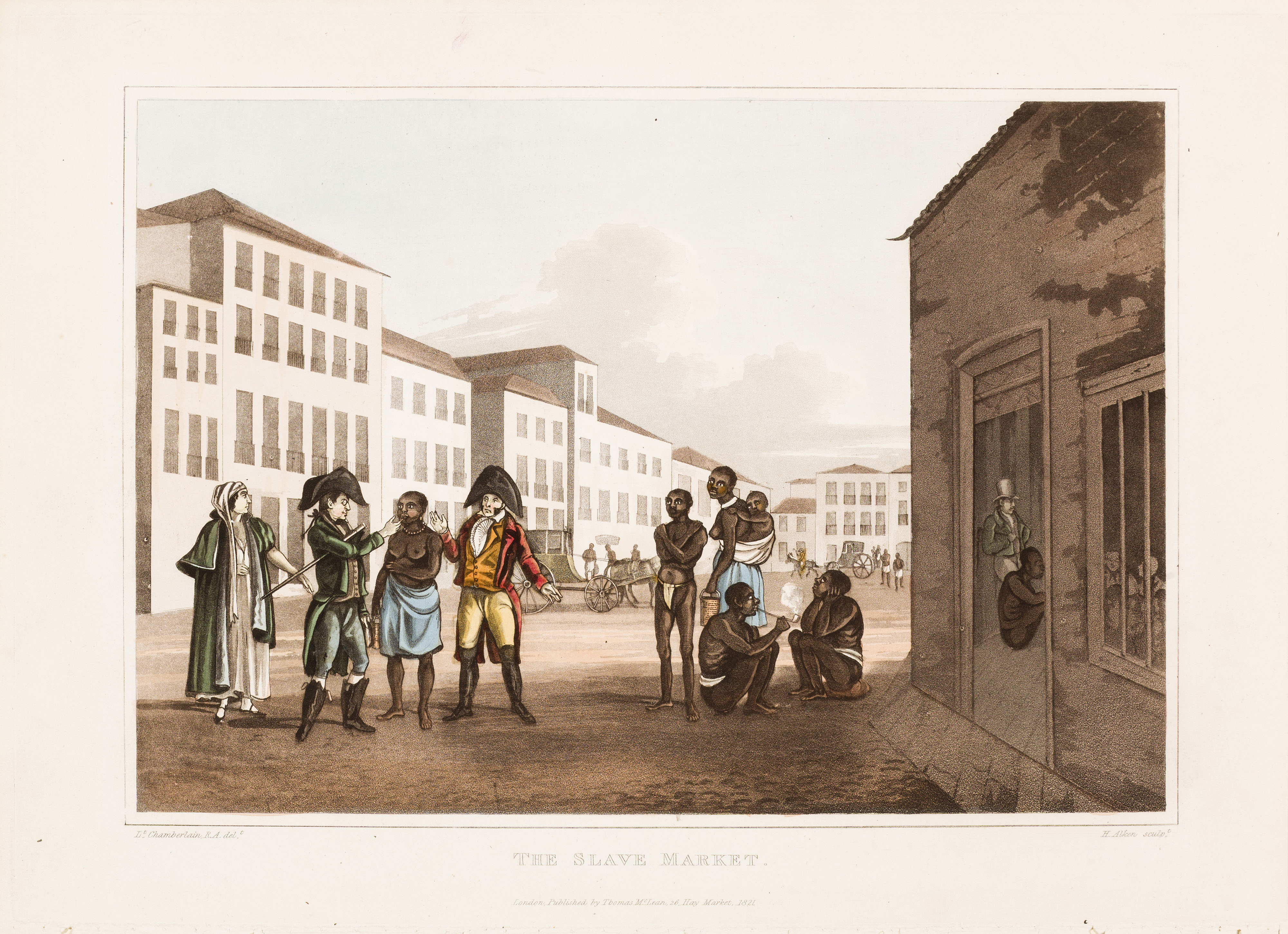
Marché aux esclaves au Brésil (1821).

Le Market Square d'Alexandria en Virginie, fut dans les années 1830 le plus grand marché aux esclaves des États-Unis.
Selon le journaliste William Duckett, Rio de Janeiro (Brésil) était au milieu du XIXe siècle le plus important marché à esclaves du monde.
Dans l'Empire ottoman, le marché aux esclaves de Constantinople, ouvert sous le règne de Mehmed II (1451–1481), est fermé en 1847 sur ordre du sultan Abdülmecid Ier,.

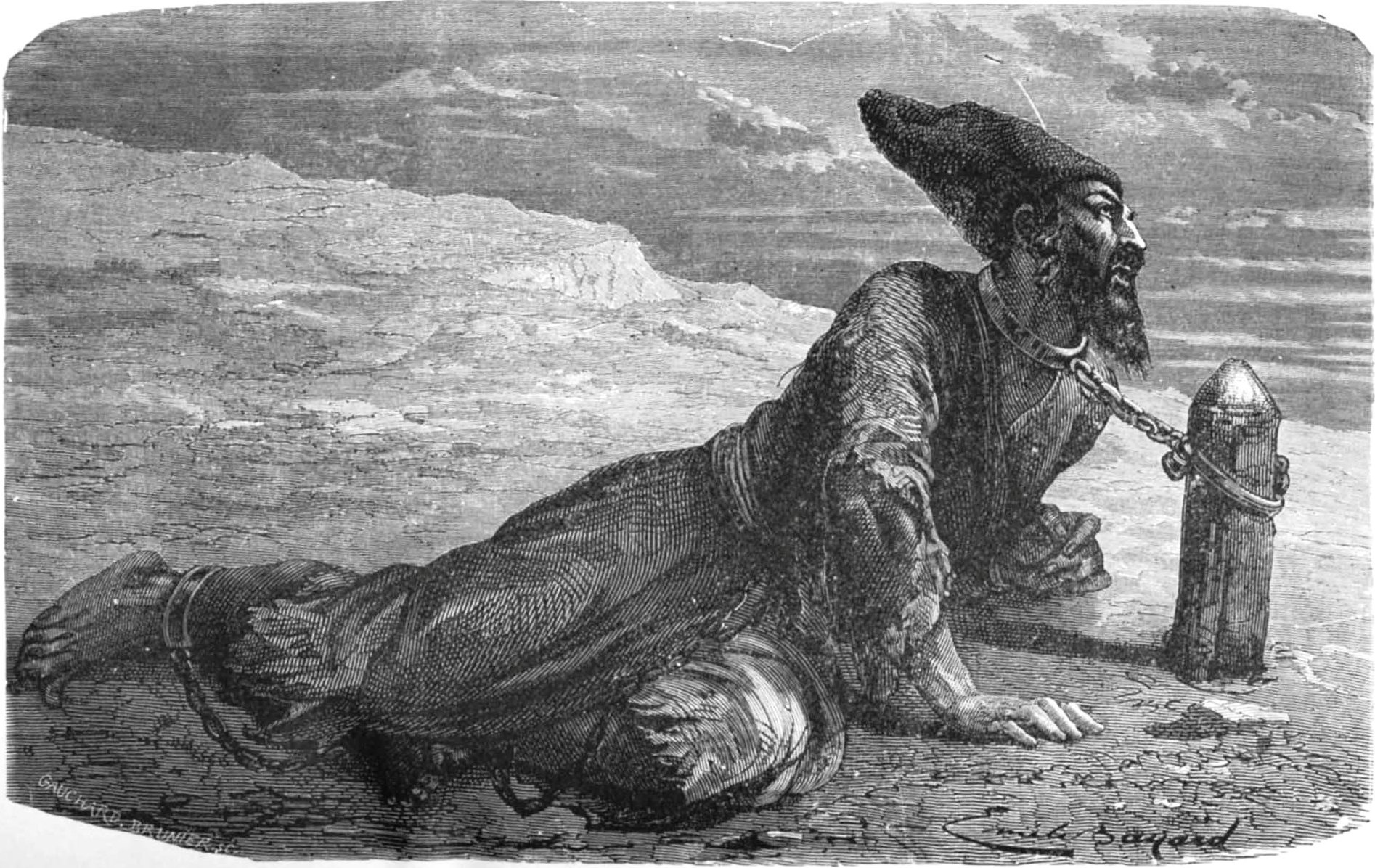
Esclave persan dans le Khanat de Khiva.

Khiva, capitale du Khanat homonyme, en actuel Ouzbékistan, fut jusque dans les années 1870 l'un des principaux marchés d'esclaves de l'Asie centrale : c'est là que les Turkmènes vendaient leurs bandes de captifs pris ou achetés sur les bords de la mer Caspienne, en Iran et en Afghanistan. Les esclaves les plus appréciés pour leur force de travail étaient les Russes : chacun valait quatre chameaux. Selon l'écrivain turc Ali Suavi, on dénombrait en 1873 dans le Khanat de Khiva 60 000 esclaves, principalement des Persans, des Kurdes et des Russes. Le marché aux esclaves de Khiva est fermé après la prise de la ville par les Russes en mai 1873.
Au XIXe siècle, Mourzouq en actuelle Libye était un grand marché d'esclaves pour l'Égypte et le Levant ; les captifs venaient notamment des royaumes africains de Kanem-Bornou et de Baguirmi, au Tchad actuel. À la même période, des marchés aux esclaves sont encore attestés dans les ports d'Égypte, du Hedjaz (Arabie), et de l'actuelle Libye (Tripoli et Benghazi), où les Ottomans s'approvisionnaient en esclaves noirs.
Djeddah en Arabie fut, durant tout le XIXe siècle, le plus important marché aux esclaves du Hedjaz. Le diplomate Laurent Depui, consul français à Djeddah, raconte qu'en 1923, « on pouvait voir sur les marchés de La Mecque et de Djeddah, promener à la criée les petits esclaves, mâles et femelles, blancs ou noirs, destinés à satisfaire la lubricité des Hedjaziens, la prostitution atteignant dans ce pays des formes insoupçonnées. ».
Kano, capitale de l'émirat homonyme au nord de l'actuel Nigeria, possédait jusque vers 1900 un marché aux esclaves, fermé ensuite par les Britanniques. De Kano, les esclaves noirs étaient acheminés vers l'Afrique du Nord et l'Orient par Zinder, Agadez, et Ghat dans le Fezzan, point de convergence des caravanes qui recevaient également des Noirs du Darfour. Pris en charge par les Touaregs, les esclaves étaient acheminés vers la Tripolitaine par Mourzouq, et vers Ghadamès par Ghat. À Ghadamès, nouveau centre de distribution d'esclaves, les caravanes se séparaient en direction du Maroc, d'une part, de la Tunisie d'autre part. De Kano à Tunis, changeant de maître à chaque grande étape, les esclaves franchissaient 3 000 km à pied sous une chaleur accablante. Pour certains, le voyage n'était pas terminé : de Tunis ou de Tripoli, ils étaient envoyés au Proche-Orient et vendus pour la quatrième ou la cinquième fois.
À la fin du XIXe siècle, des marchés aux esclaves sont encore mentionnés dans les grandes places commerciales du Sahel, notamment à Tombouctou et à Djenné. Sur les marchés de Ouarkoye et de Bobo, on échangeait du sel de Tombouctou contre des esclaves.

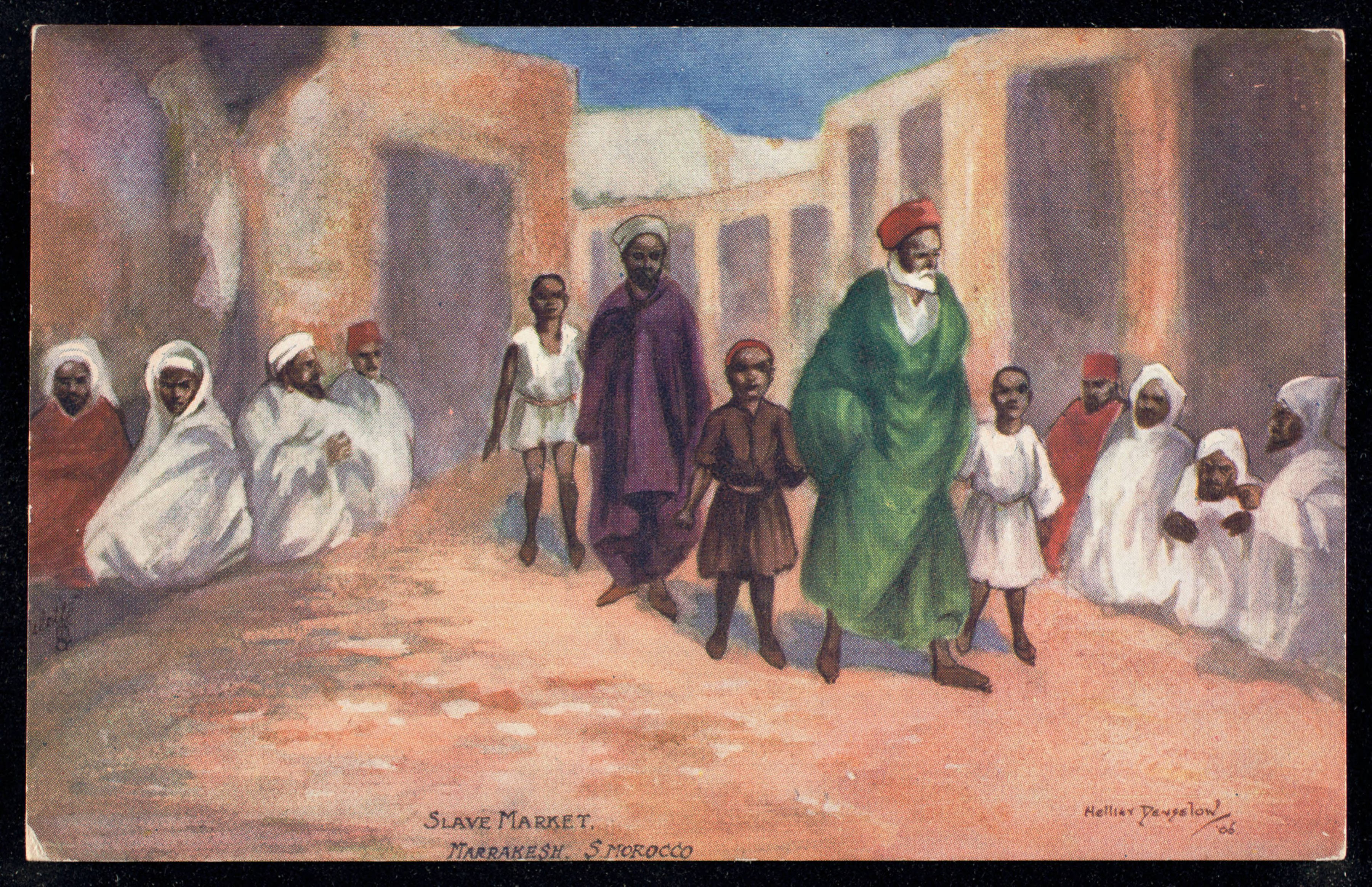
Marché aux esclaves à Marrakech (1903).

Au Maroc, un important marché d'esclaves se tenait à Marrakech jusqu'au début du XXe siècle ; on y vendait beaucoup de Bambaras amenés de Tombouctou par les caravanes. En 1905, le makhzen interdit la vente publique des esclaves à Fès, sur les instances des représentants des puissances occidentales à Tanger. Vers 1910, un marché aux esclaves se tenait encore régulièrement à Rabat. Le dernier marché aux esclaves au Maroc ferme en 1920.
Depuis le XIXe siècle en Occident, et depuis le XXe siècle dans le reste du monde, l'esclavage contemporain est un marché illégal impliquant une existence souterraine, d'où l’absence de bâtiment ou lieu spécifique. Cet acte est considéré comme un crime contre l'humanité.

## Galerie

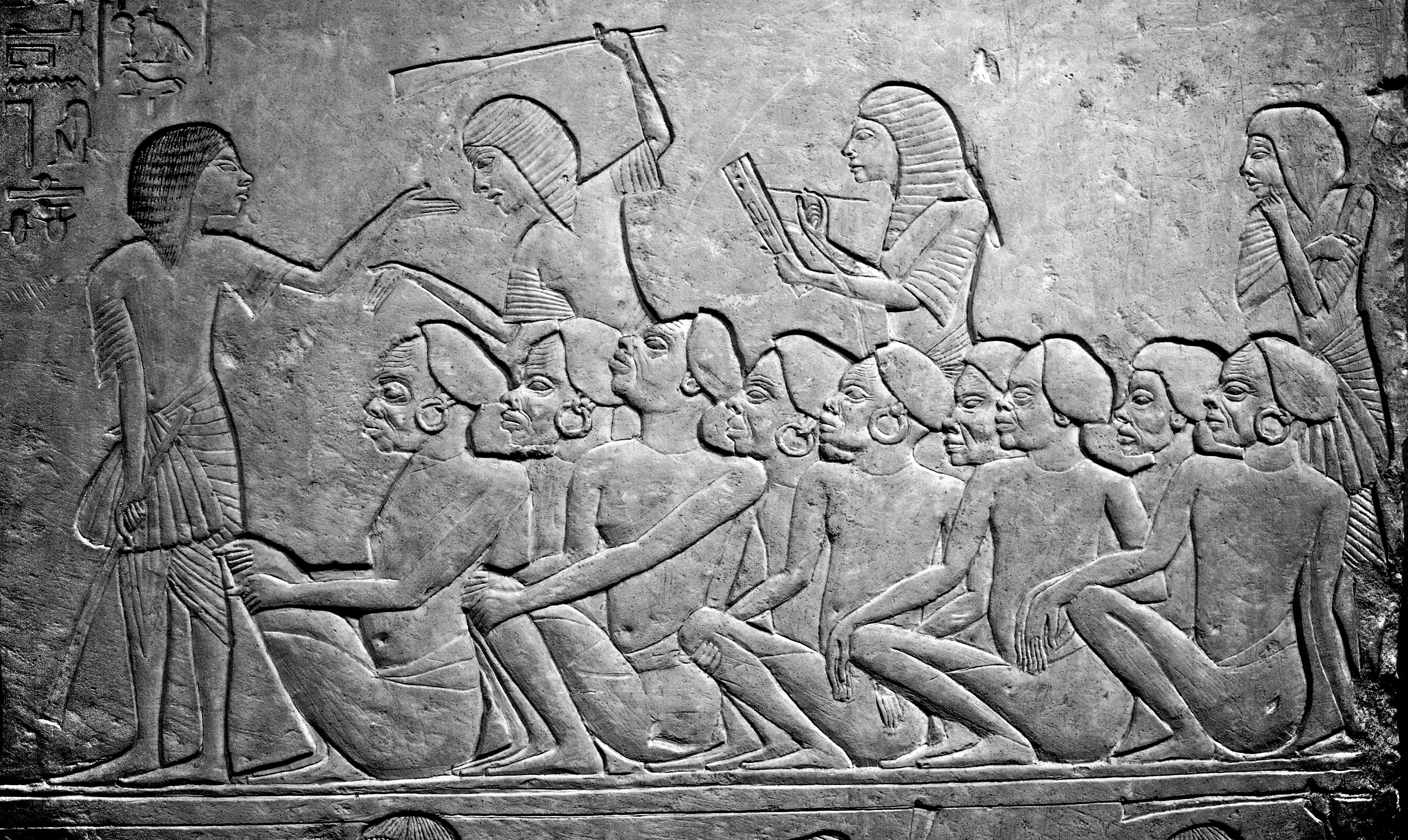
Marché aux esclaves de l'Égypte antique avec ses prisonniers nubiens en attente d'être vendus (XVIIIe dynastie) - Musée archéologique de Bologne.
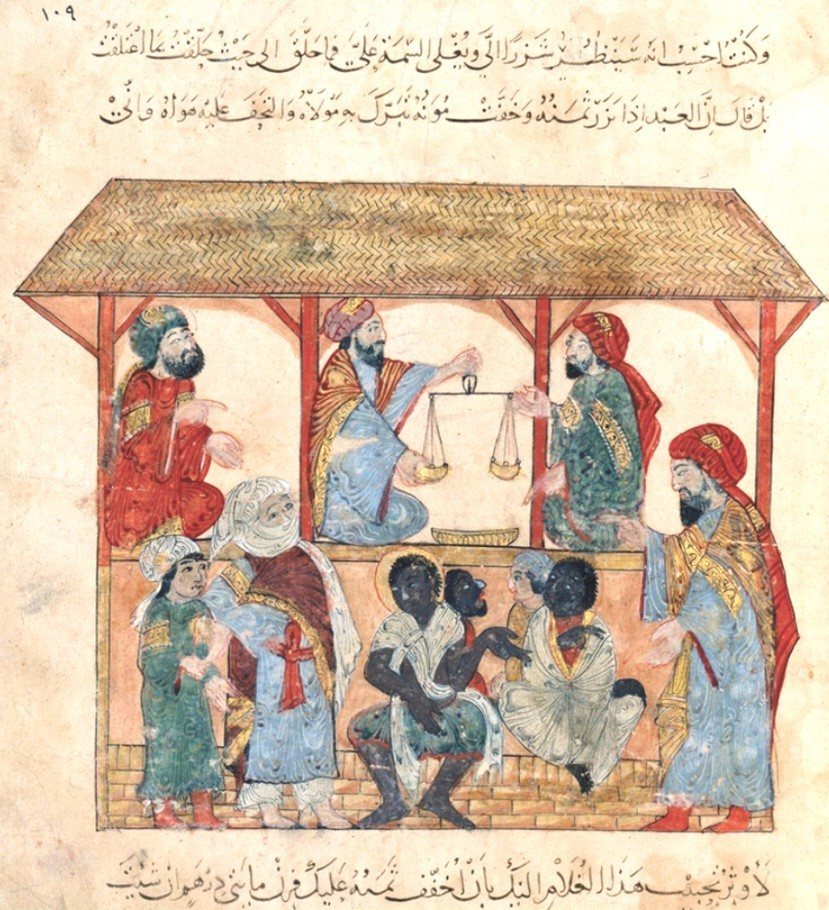
Un marché aux esclaves à Zabid au Yémen, (manuscrit arabe, 1237).
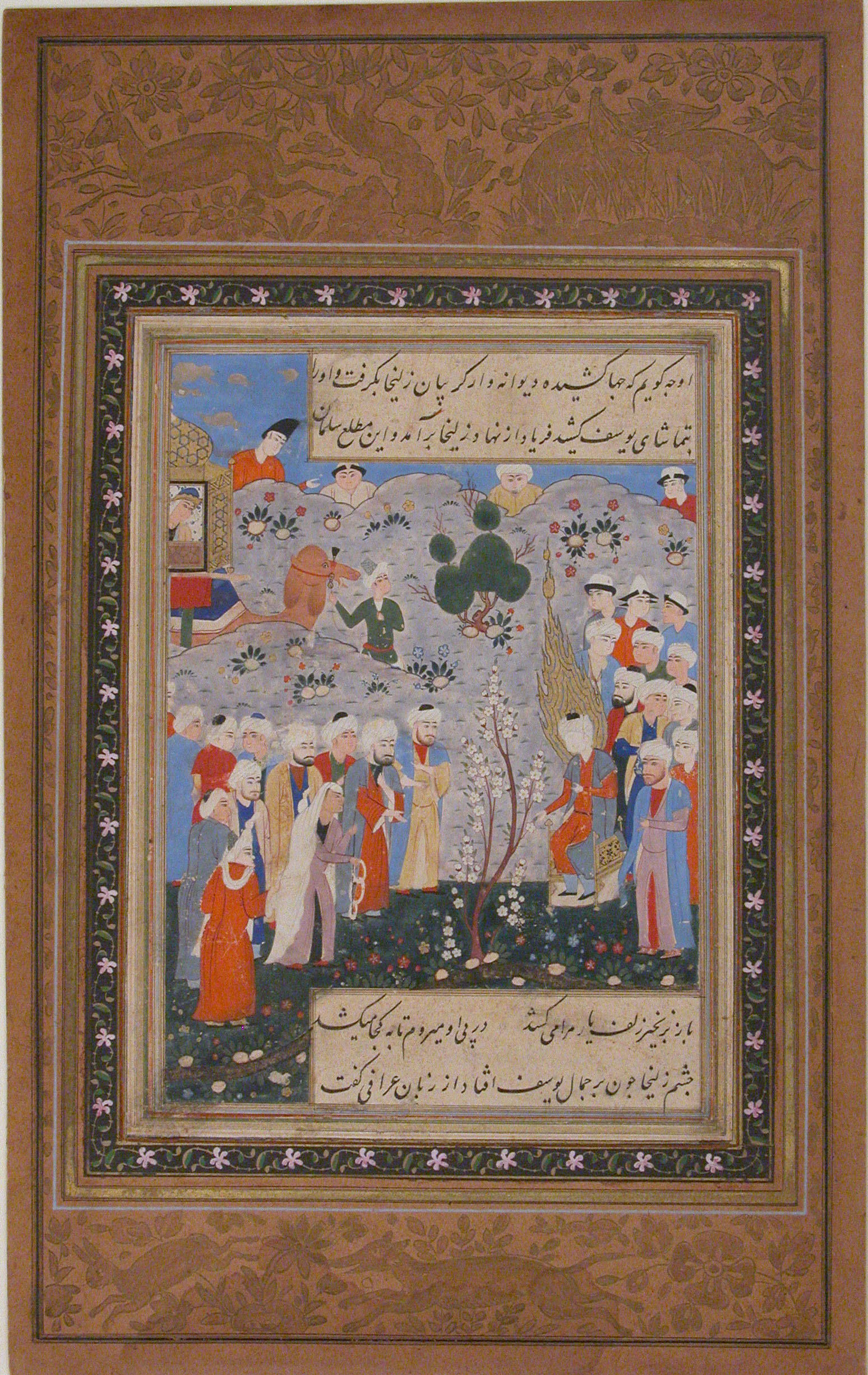
Zulaykha enchérissant pour Yusuf au marché aux esclaves en Egypte (XVIe).
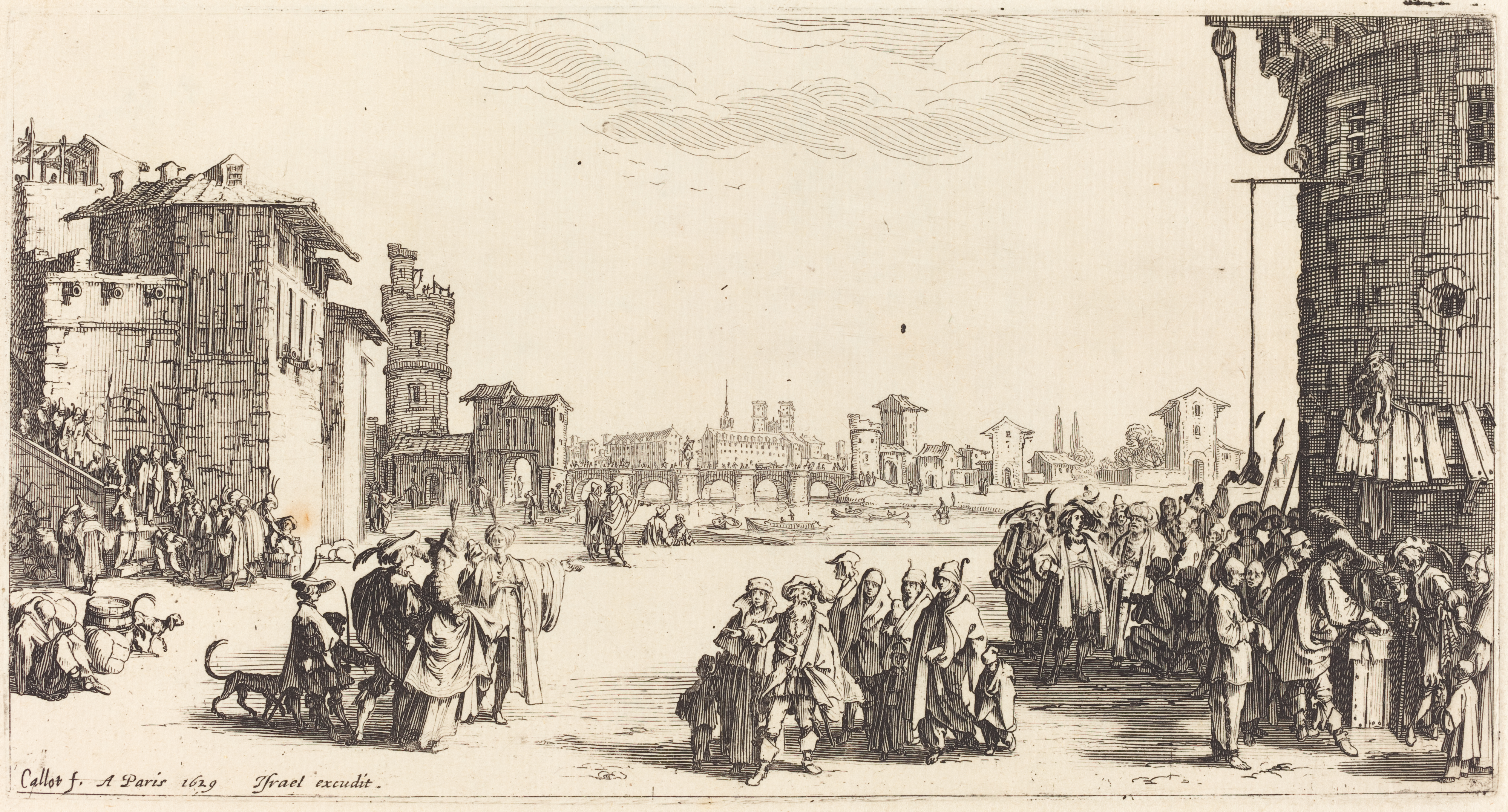
Le marché aux esclaves par J. Callot (1629).
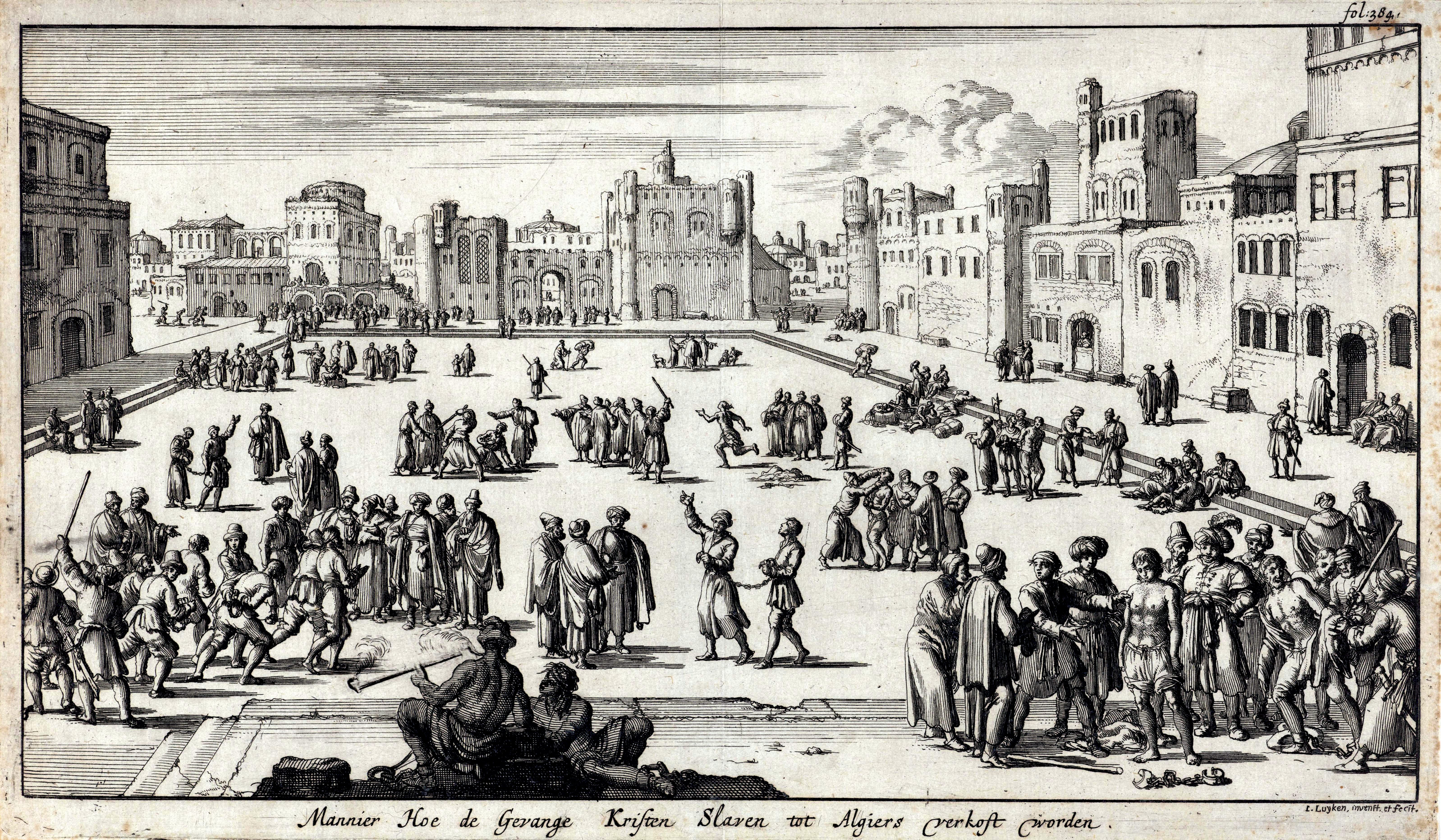
Marché aux esclaves d'Alger (gravure hollandaise, 1684).
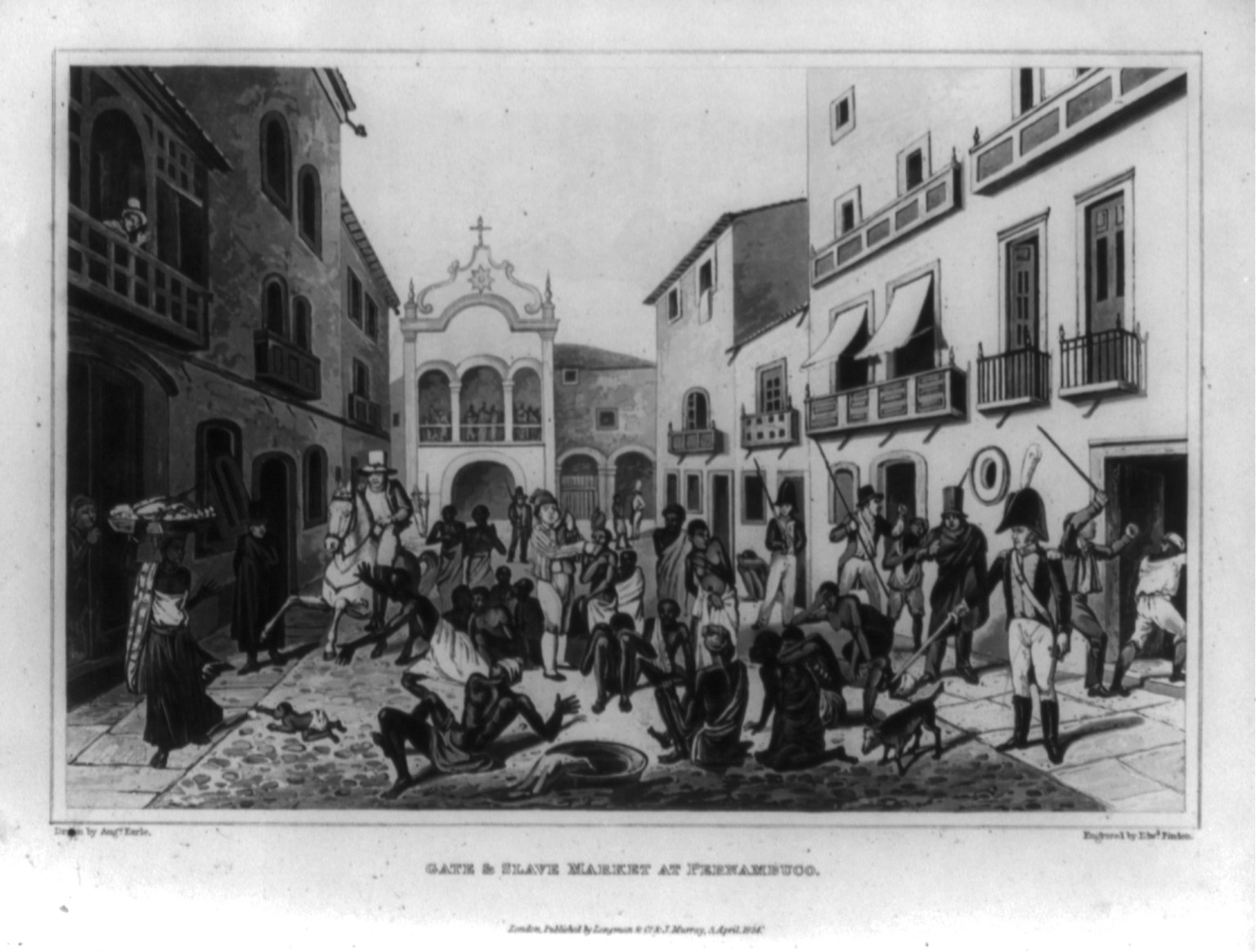
Porte et marché aux esclaves, Pernanbuc (1824).
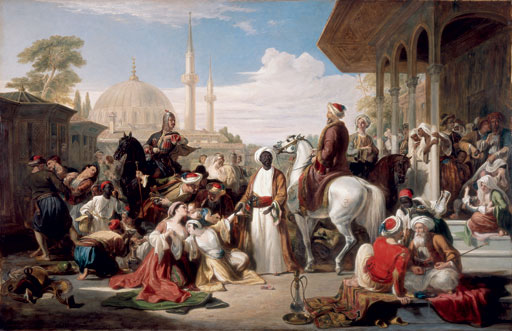
(en)The Slave Market, Constantinople par William Allan (1838).
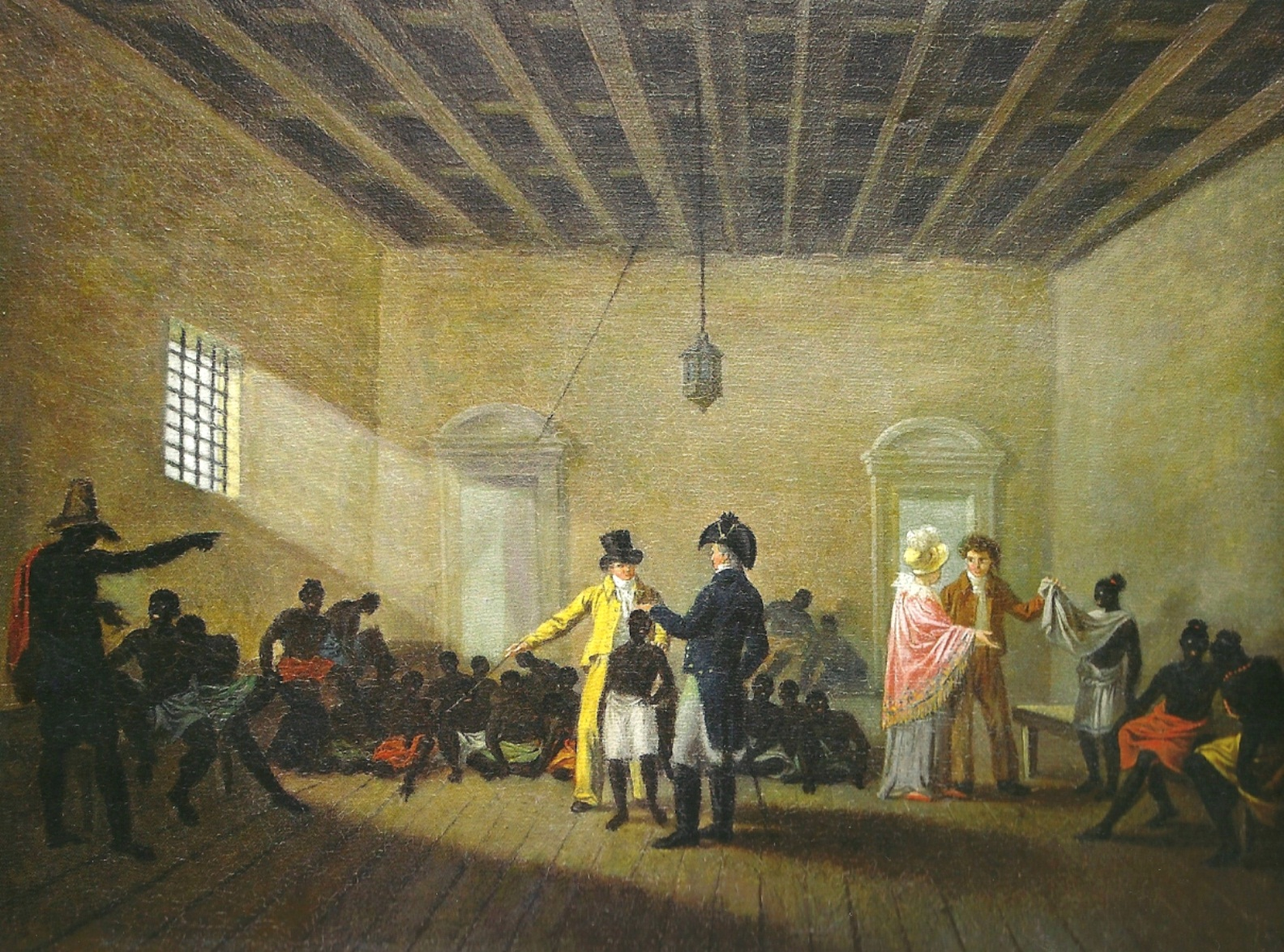
Un marché aux esclaves à Rio de Janeiro (Brésil) par J.-B. Debret (av. 1848).
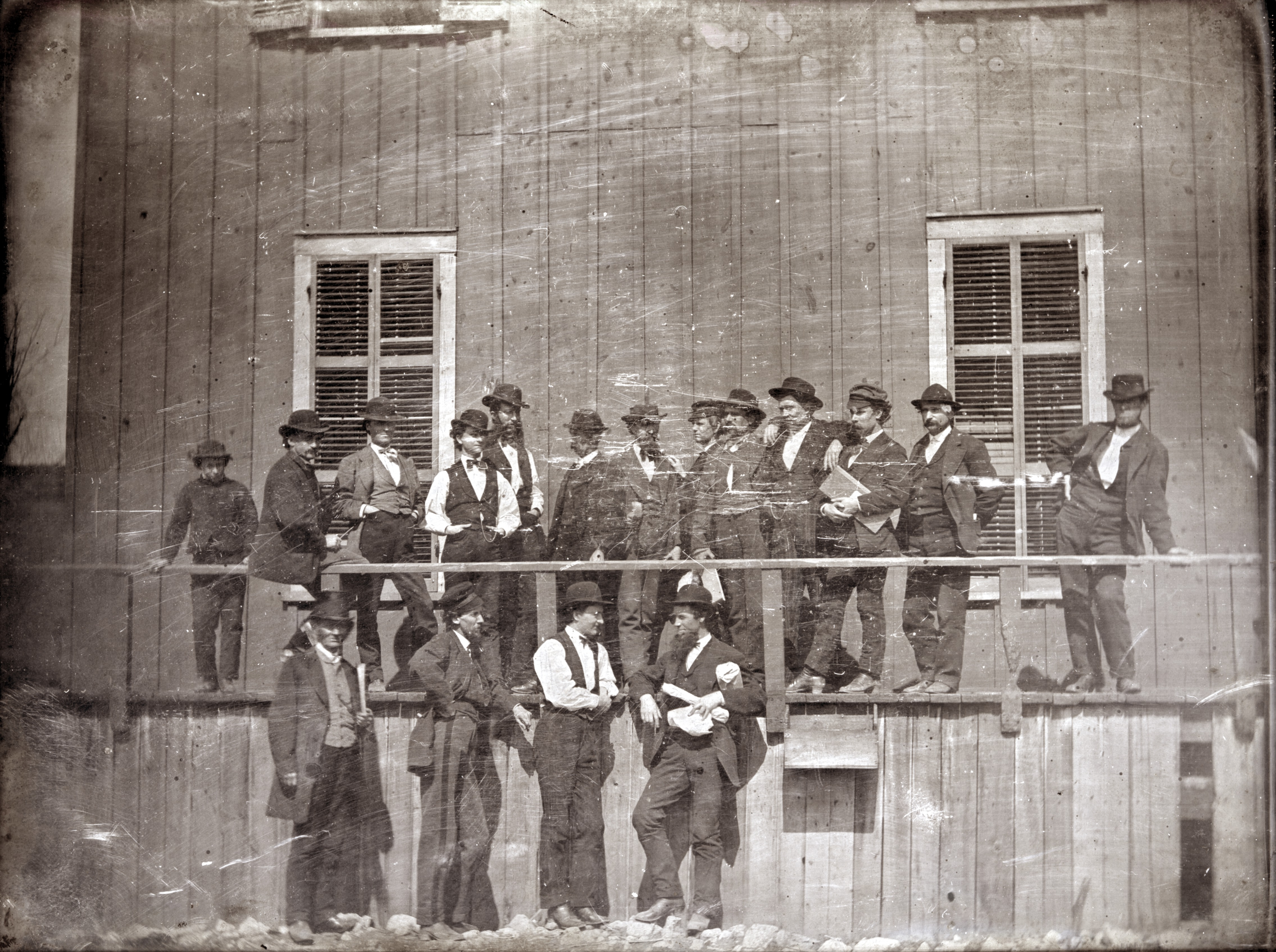
Marché aux esclaves de Lynch (en) dans le Missouri (1852).
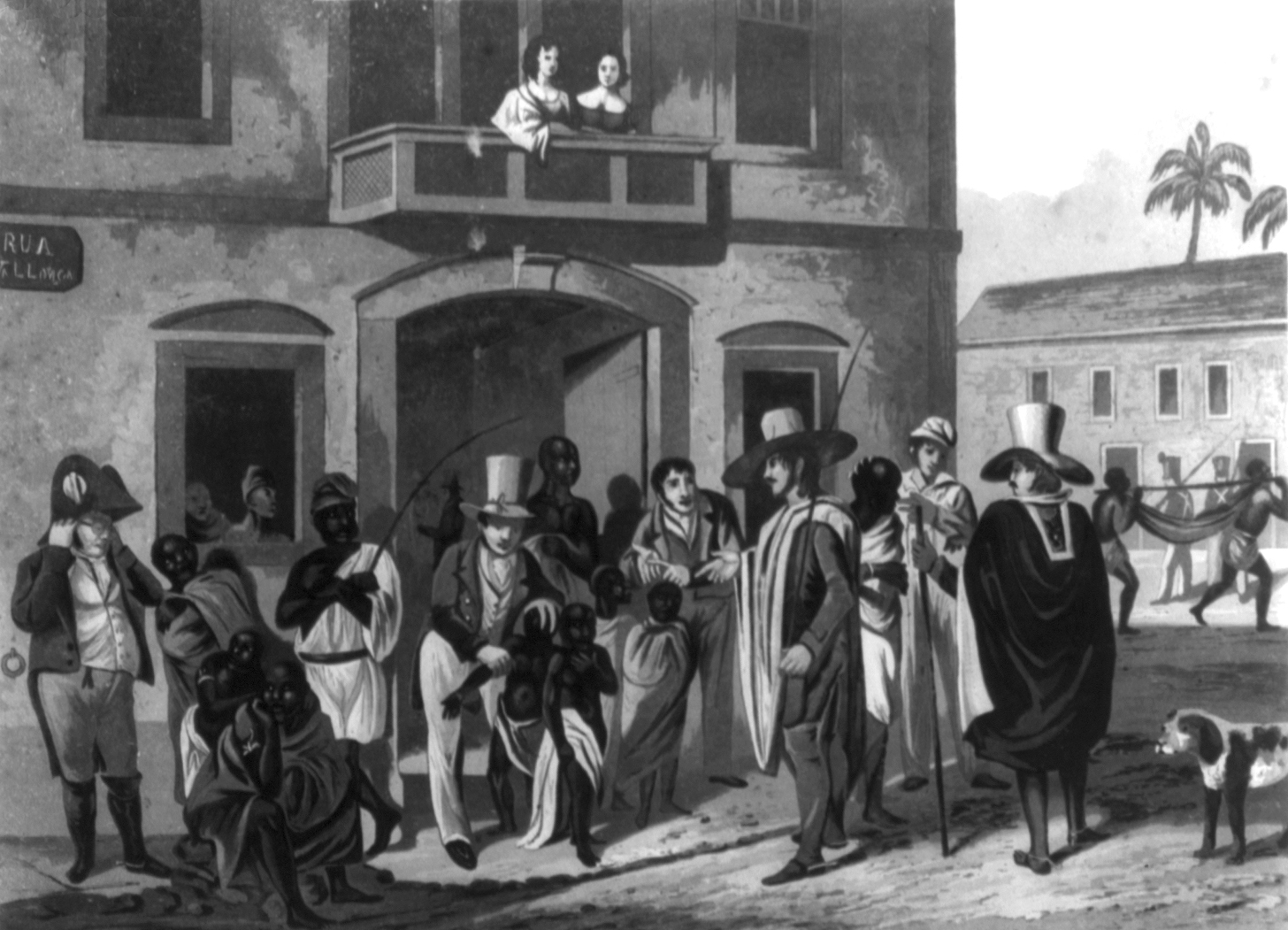
Un marché aux esclaves à Rio de Janeiro par E. F. Finden (début du XIXe siècle).
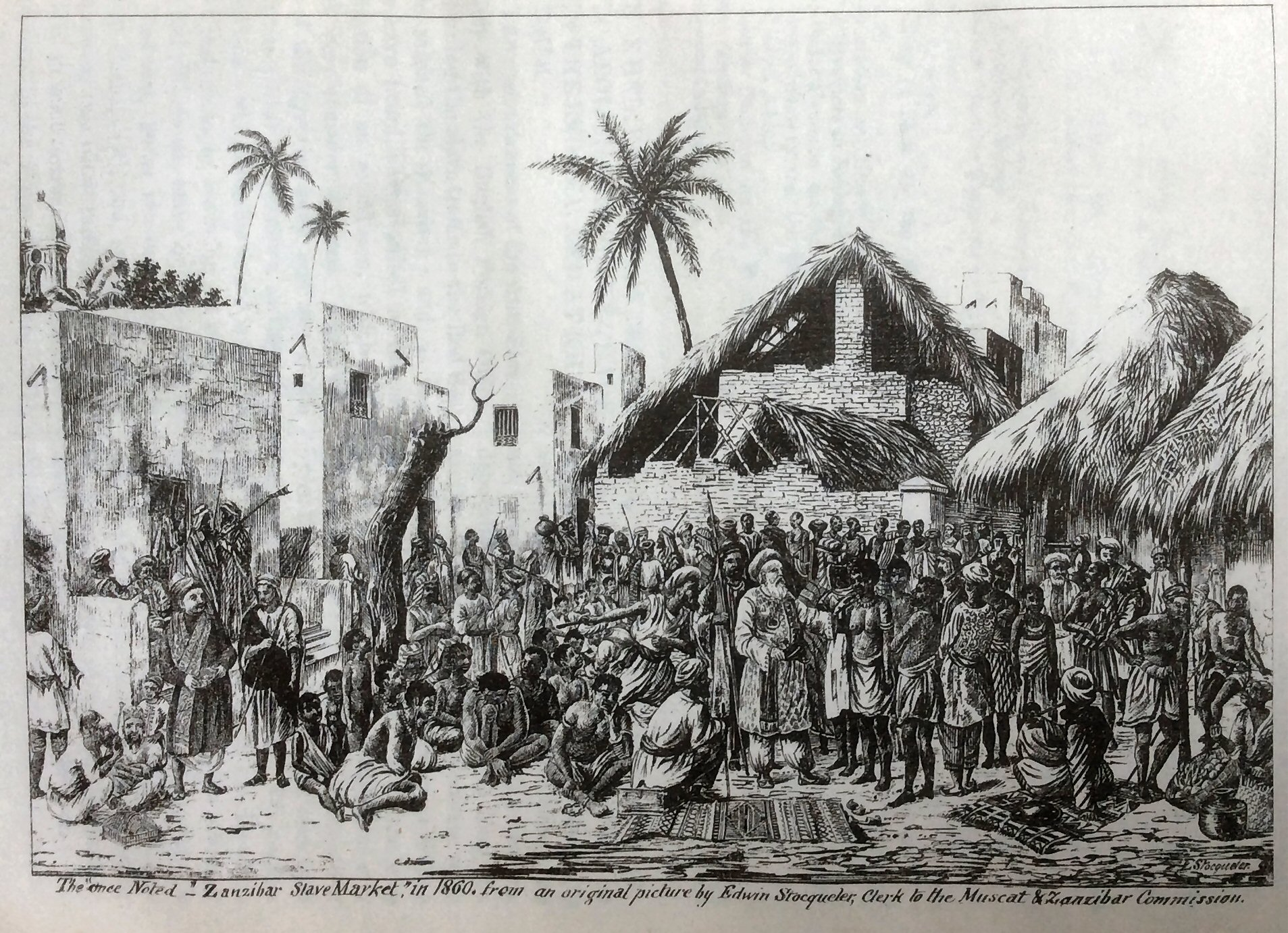
Un marché aux esclaves devant l'église anglicane de Stone Town à Zanzibar, par Edwin Roper Loftus Stocqueler (en) (1860).
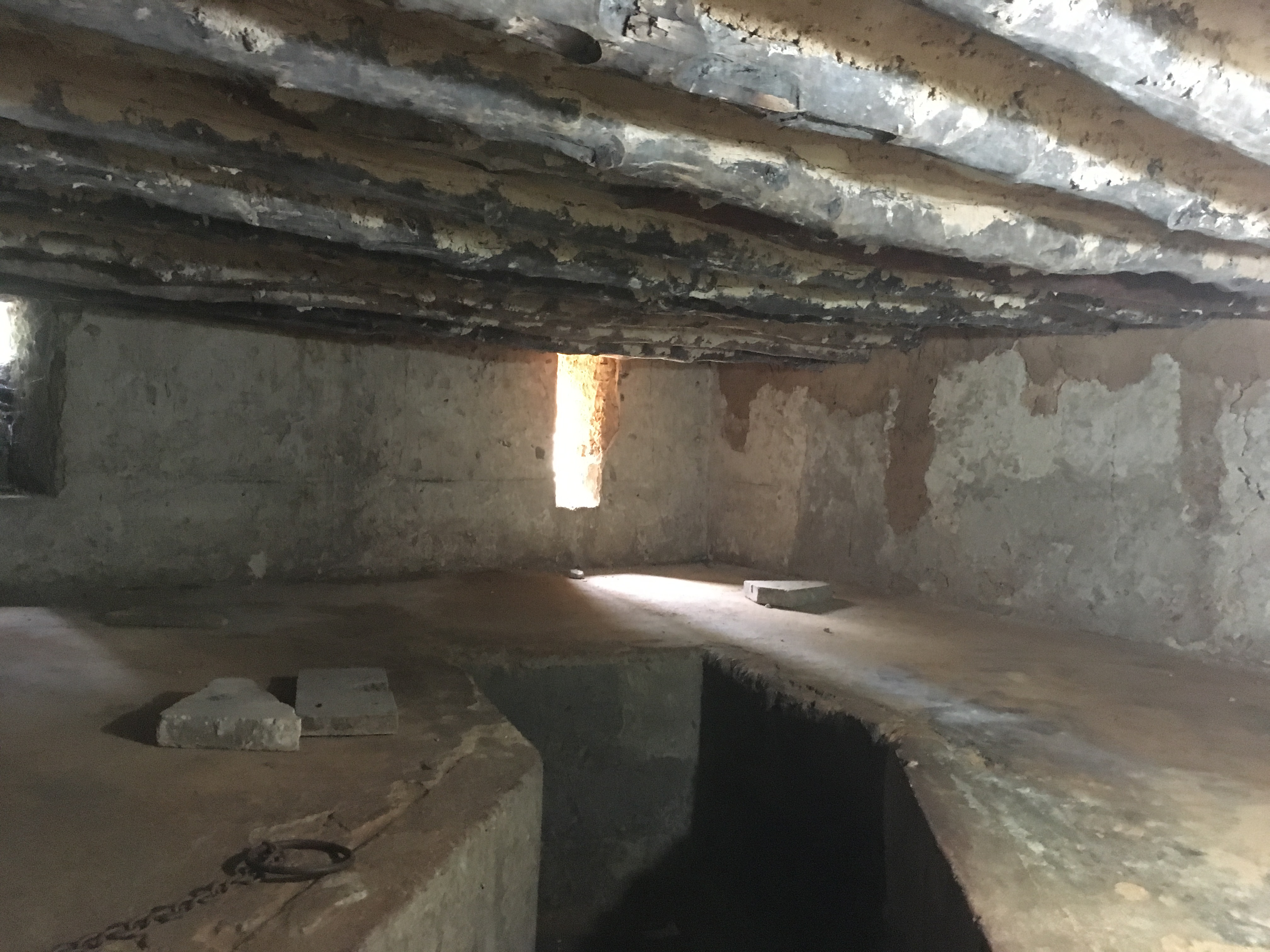
Sous-sol du marché aux esclaves de Zanzibar.
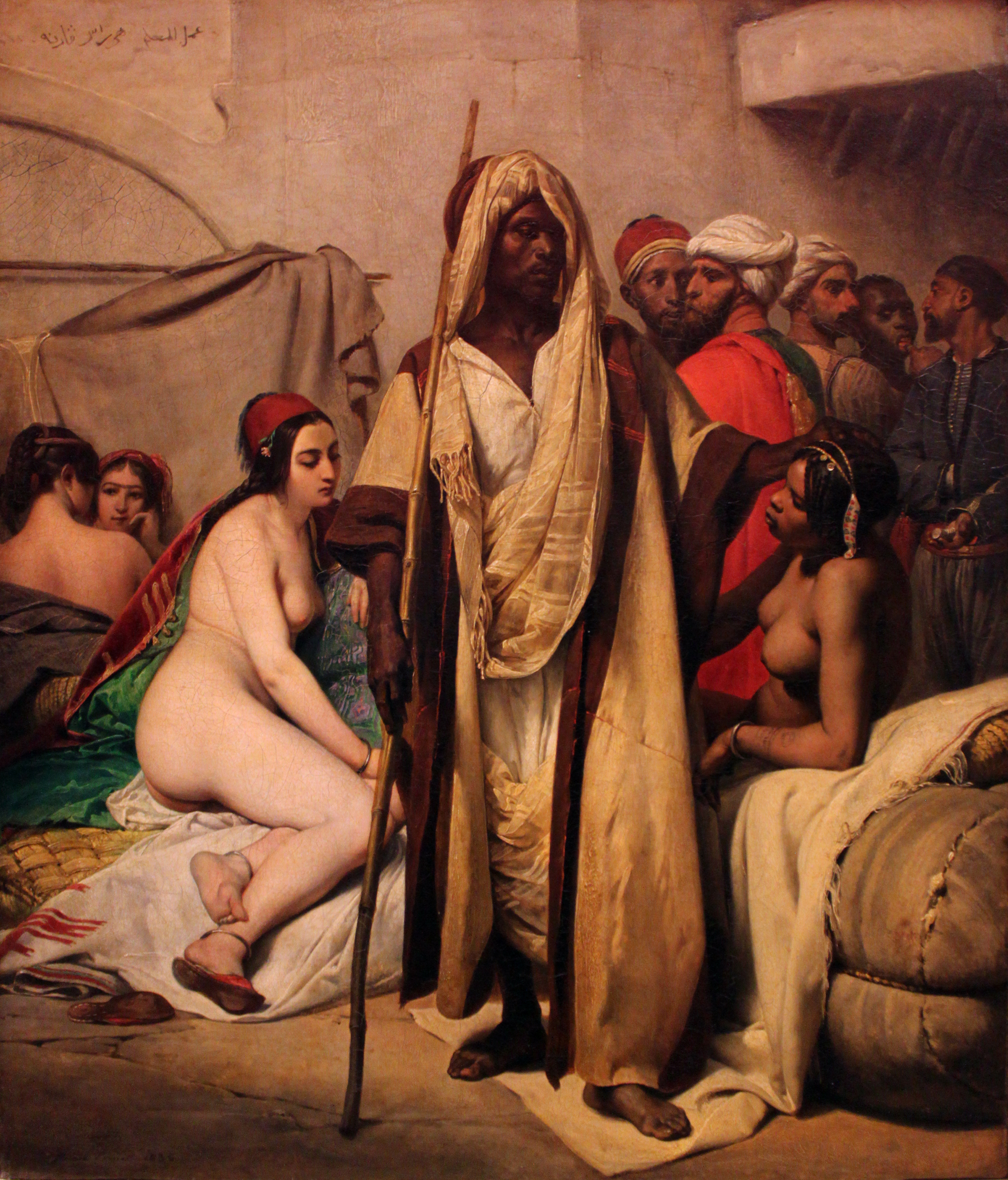
Le Marché d'esclaves, H. Vernet (av. 1863).
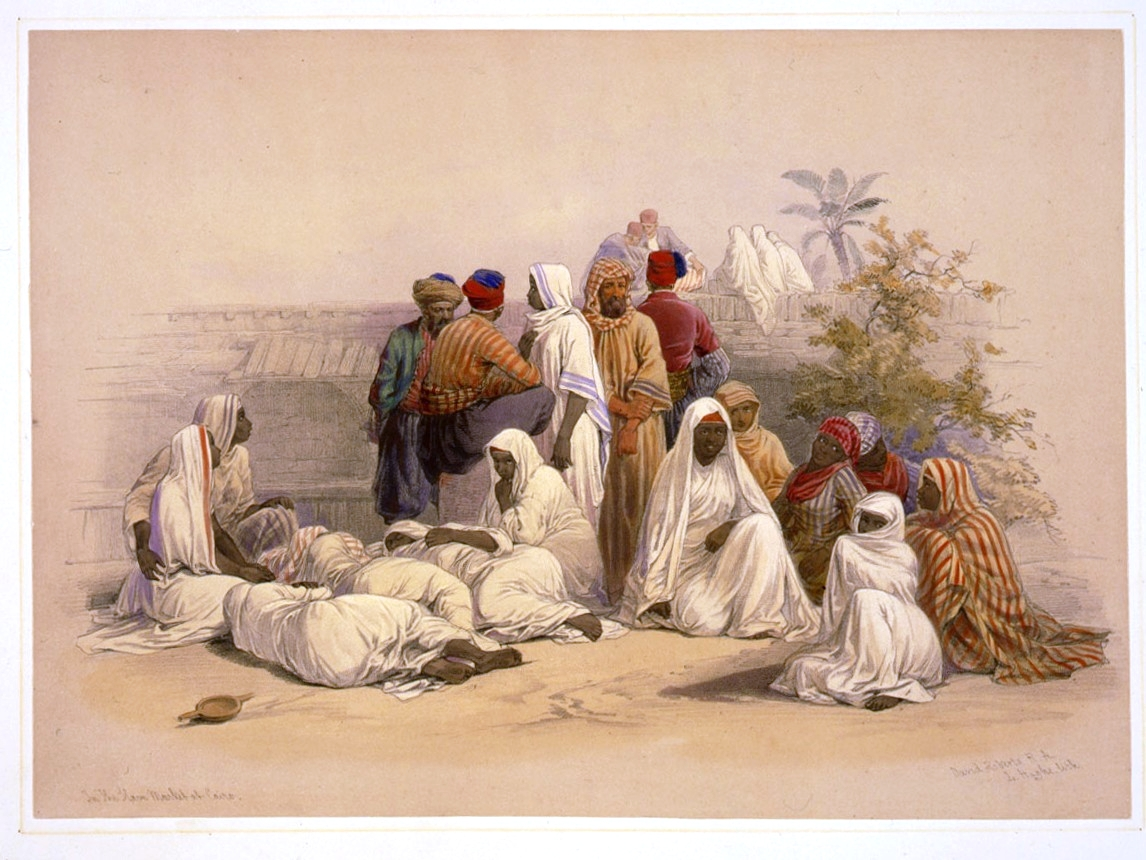
Un marché aux esclaves au Caire, par D. Roberts (av. 1864).
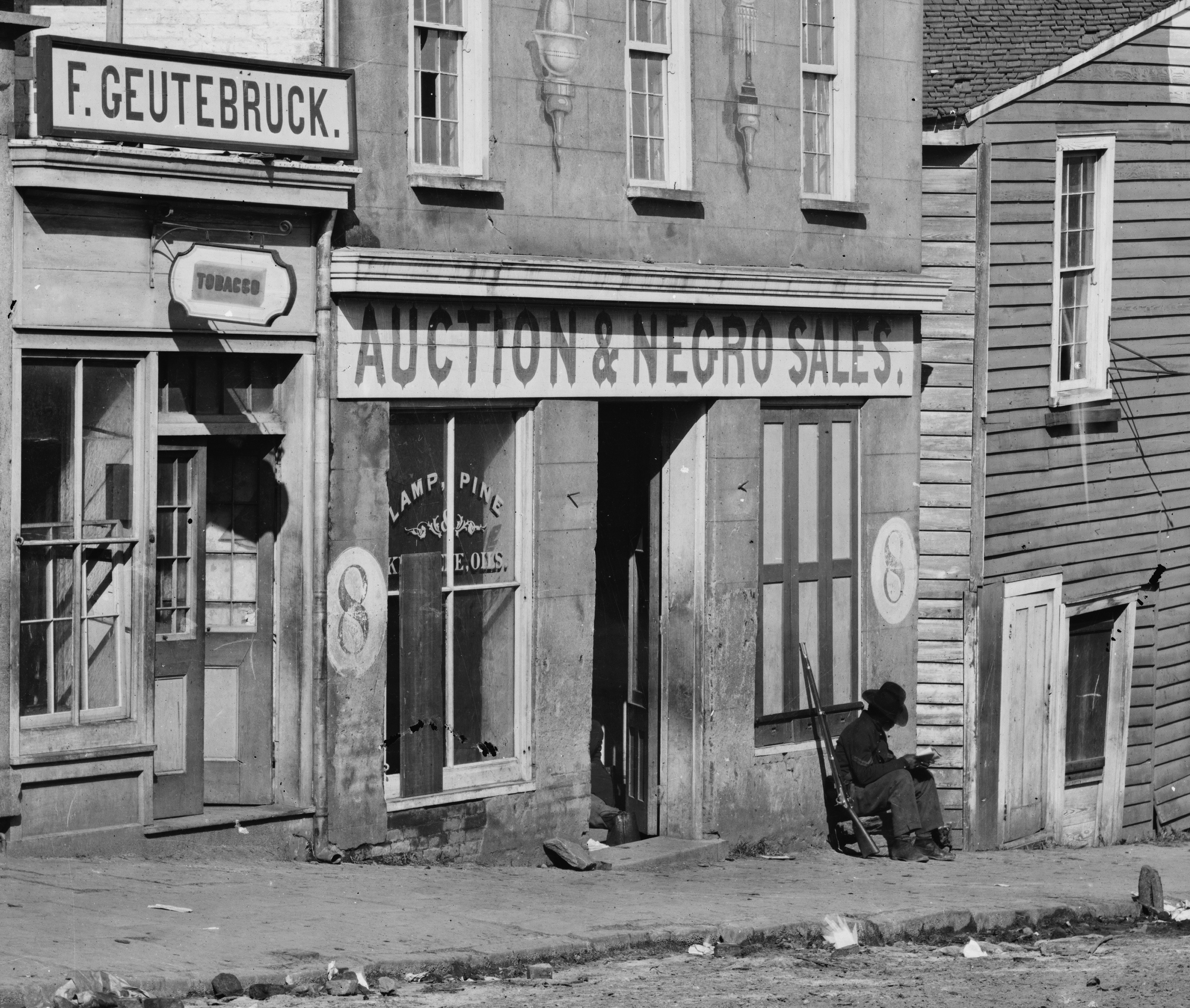
Marché aux esclaves à Atlanta en Georgie (1864).
Le Marché d'esclaves, par J.-L. Gérôme (1866).
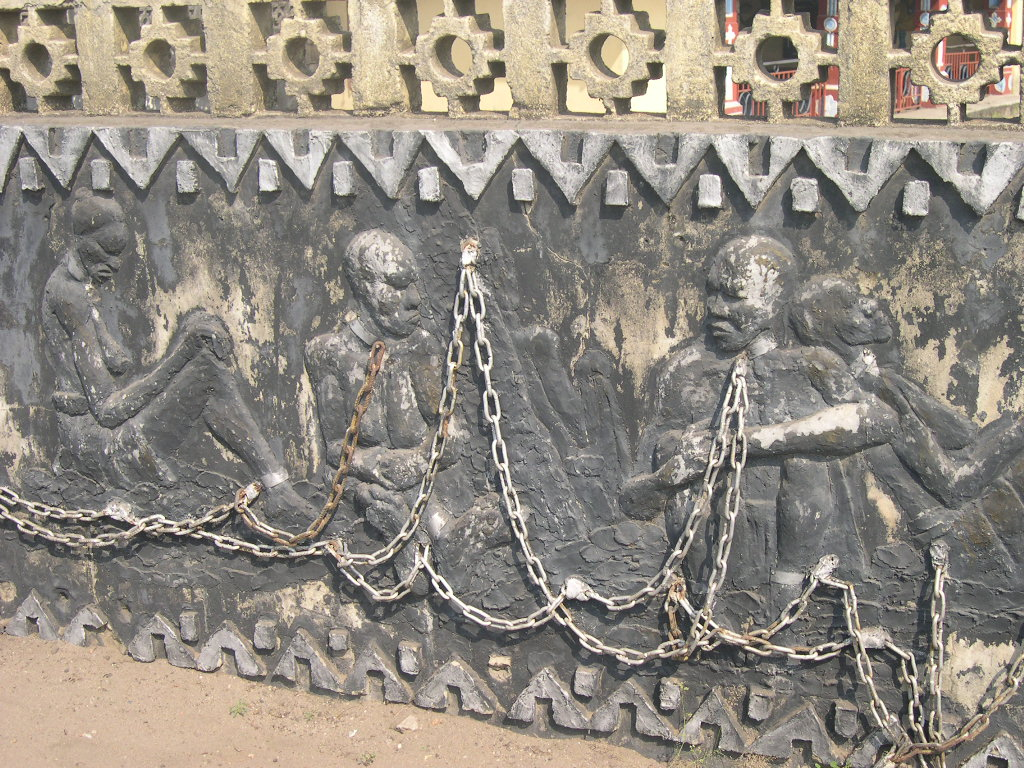
Marché aux esclaves à Badagry, Lagos (Nigéria).
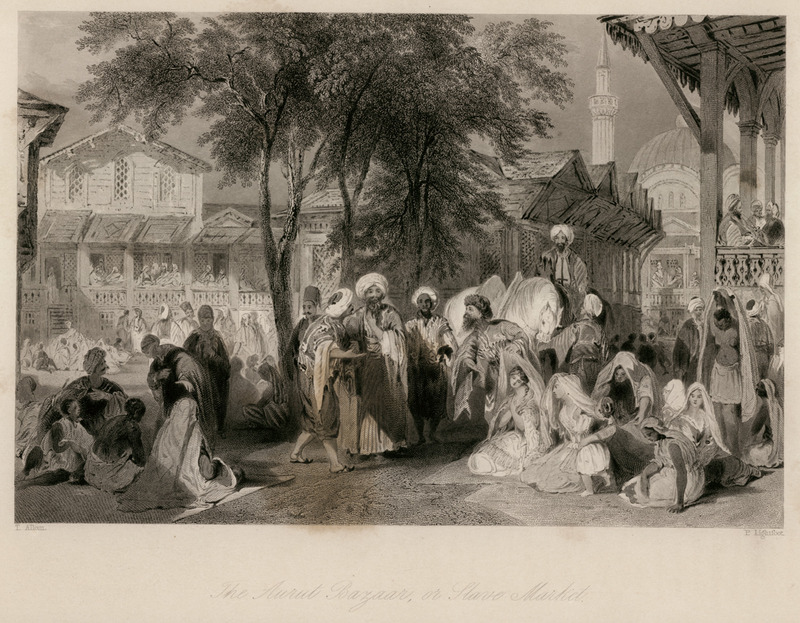
Un marché aux esclaves à Constantinople par T. Allom (gravure, av. 1872).
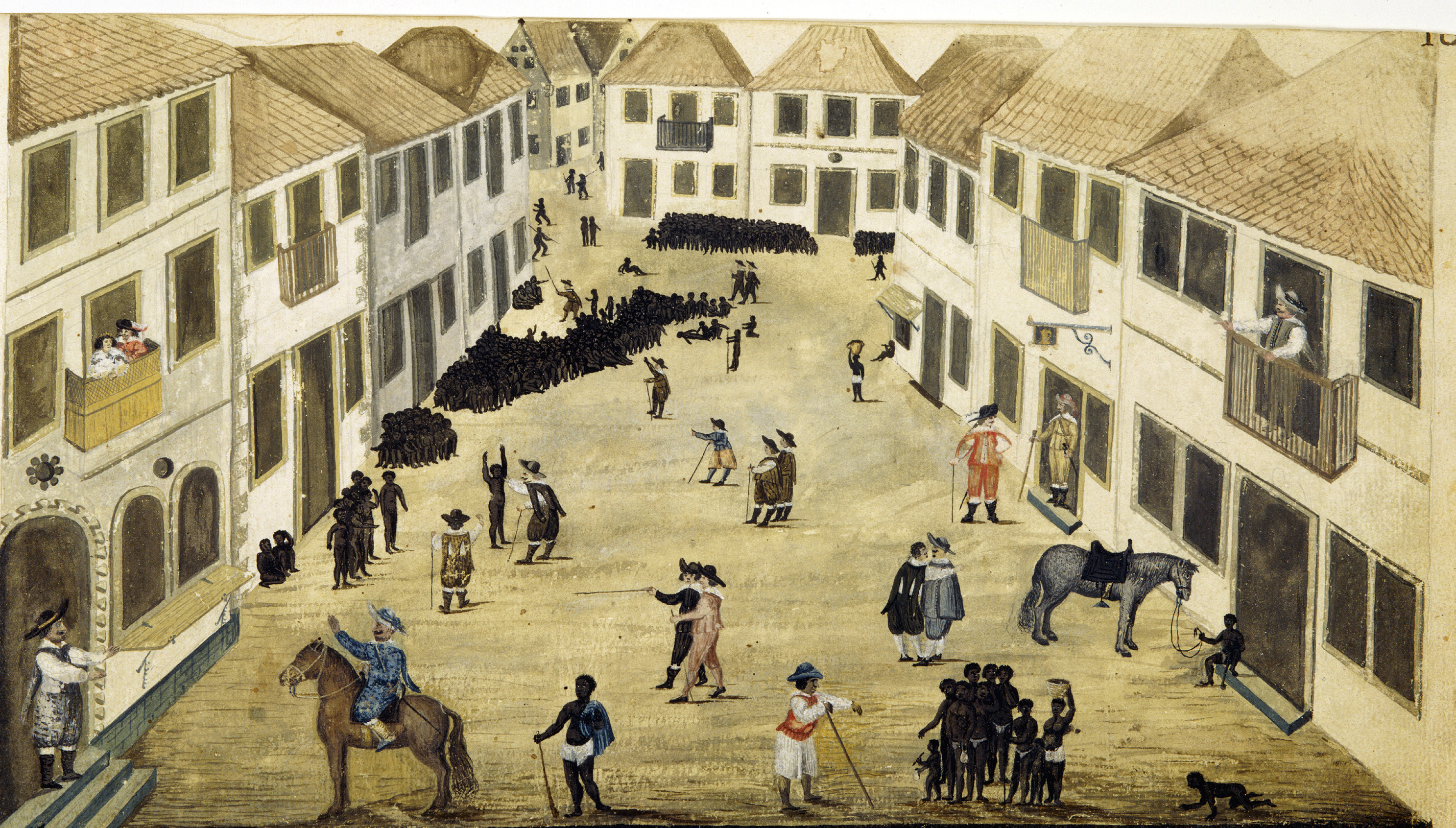
Un marché aux esclaves à Recife (Brésil) par Z. Wagner (av. 1868).
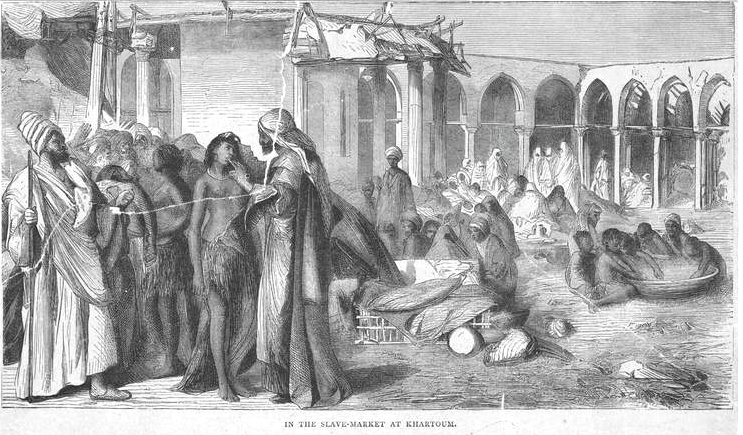
Marché aux esclaves à Khartoum (Soudan) (1876-1879).
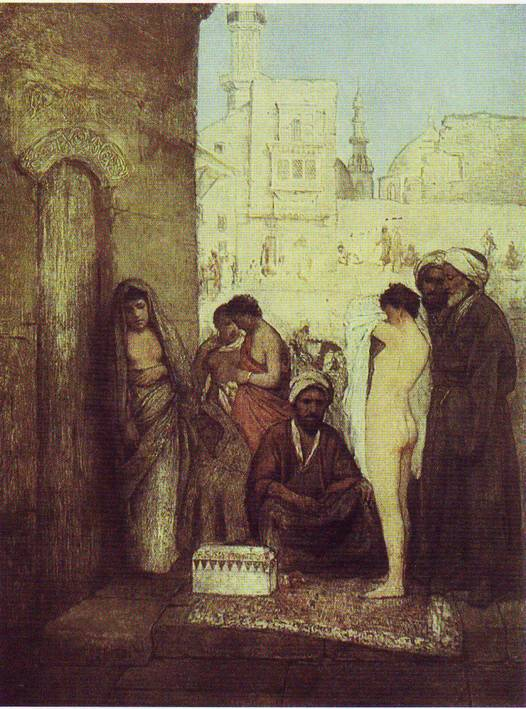
Un marché aux esclaves au Caire, par M. Gottlieb (1877).
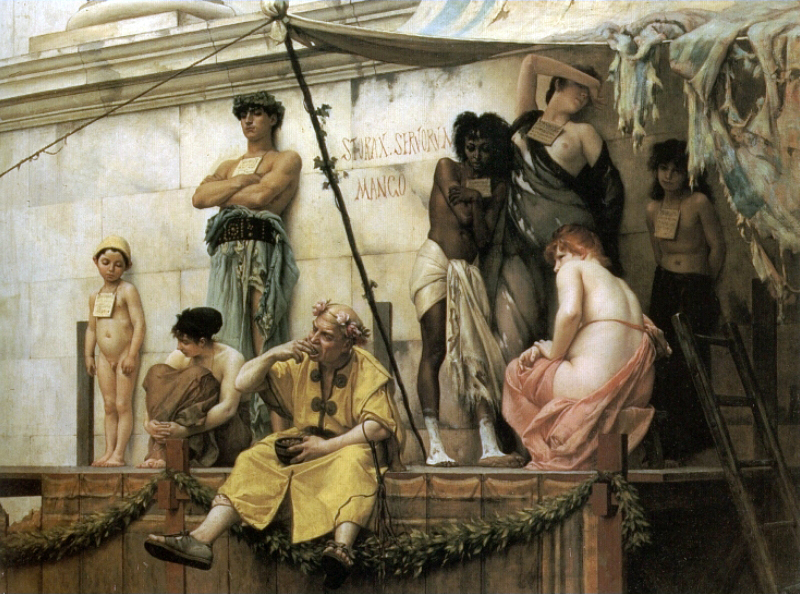
Le Marché aux esclaves, par G. Boulanger (1882).
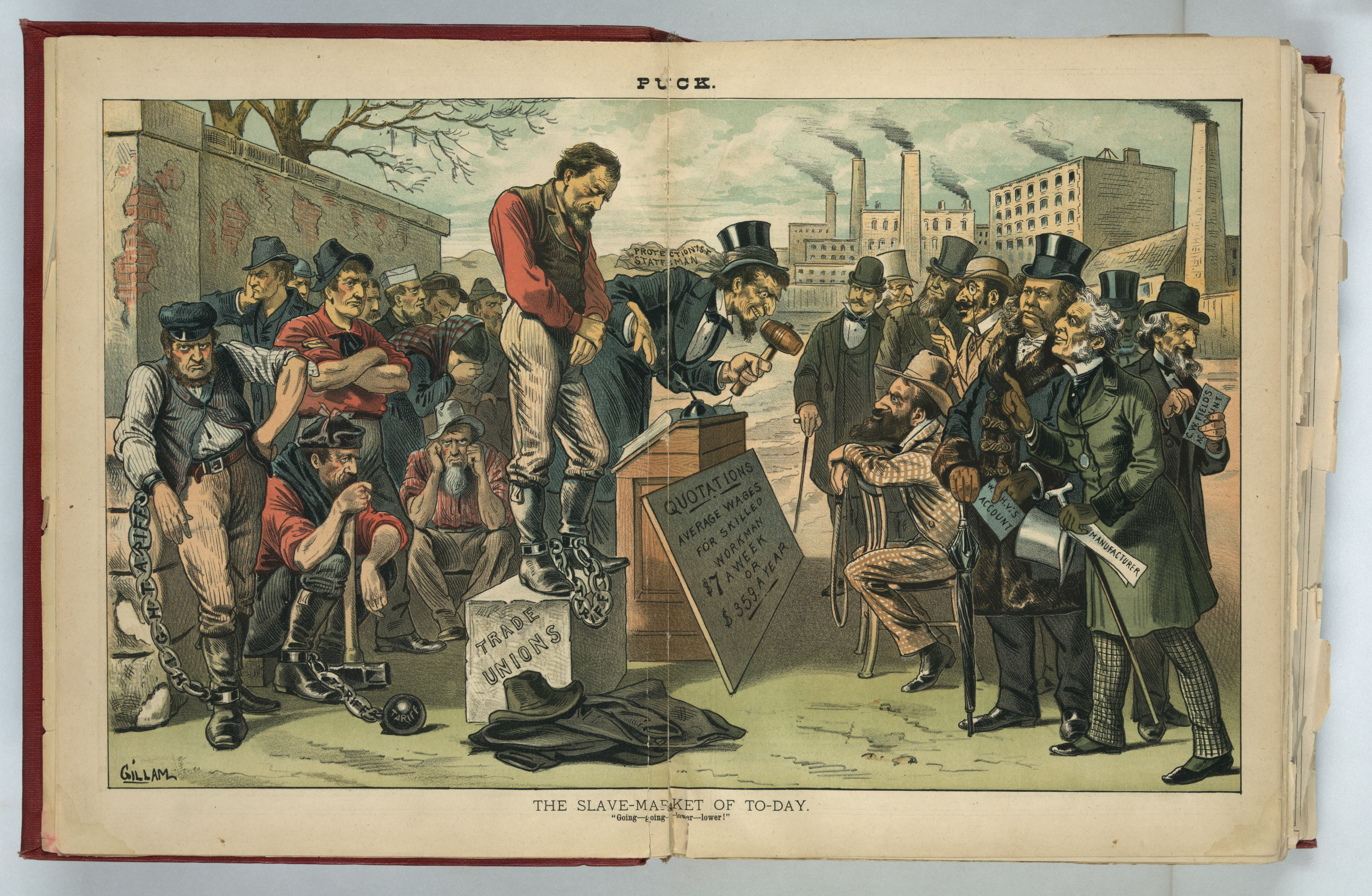
Marché aux esclaves du jour, par B. Gillam (1884).
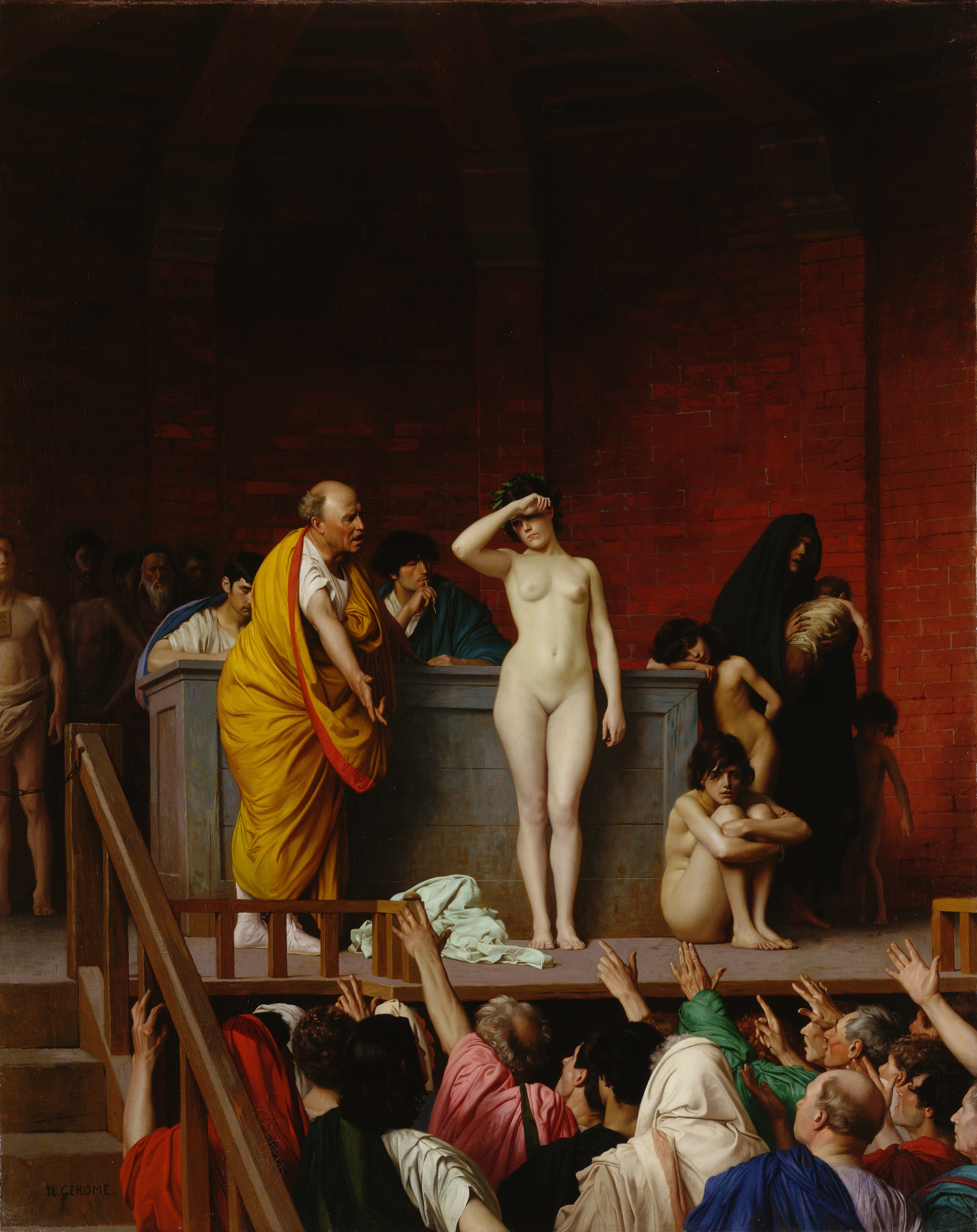
Vente d'esclaves à Rome, par J.-L. Gérôme (1884).
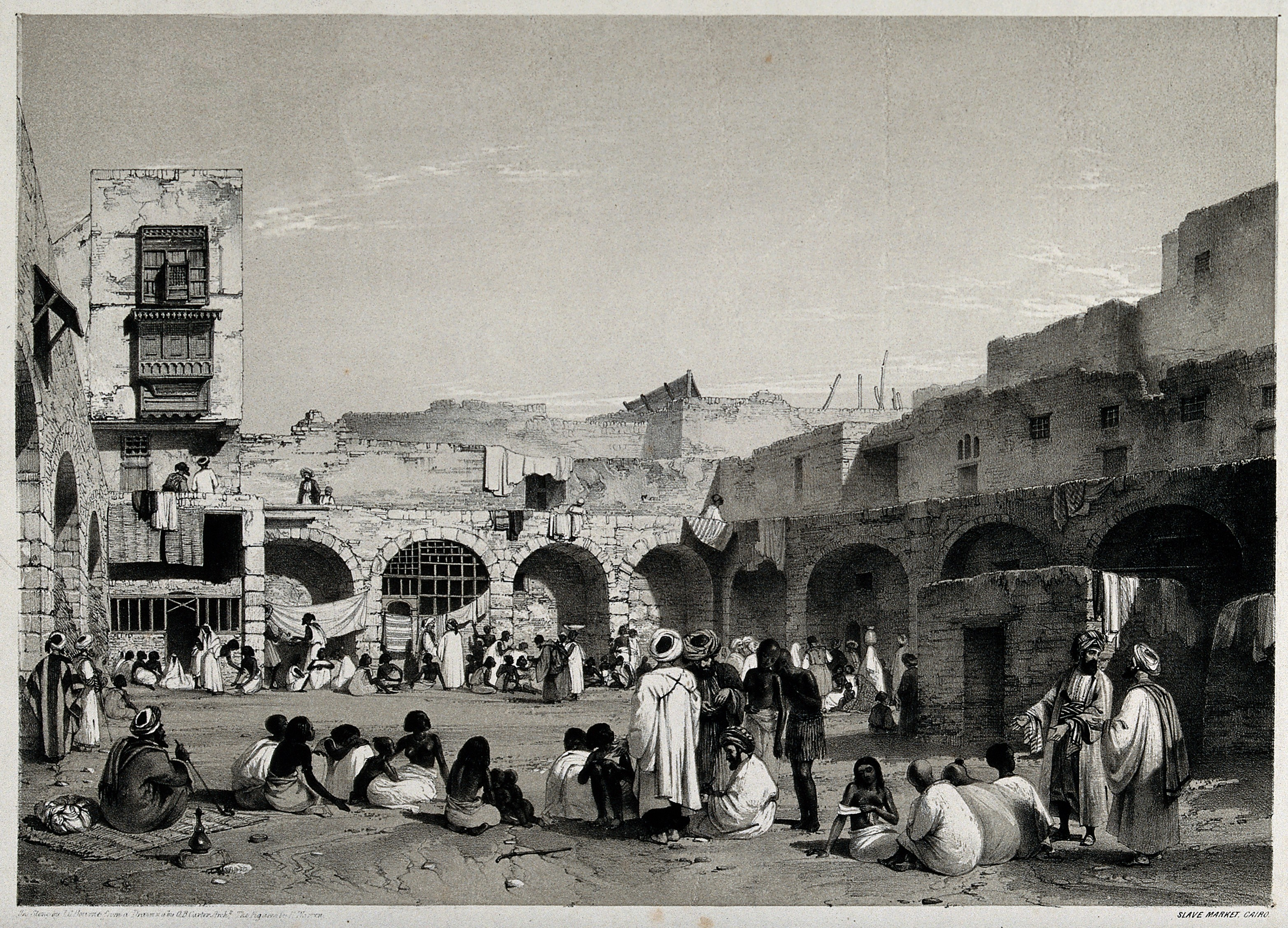
Un marché aux esclaves au Caire (XIXe siècle).
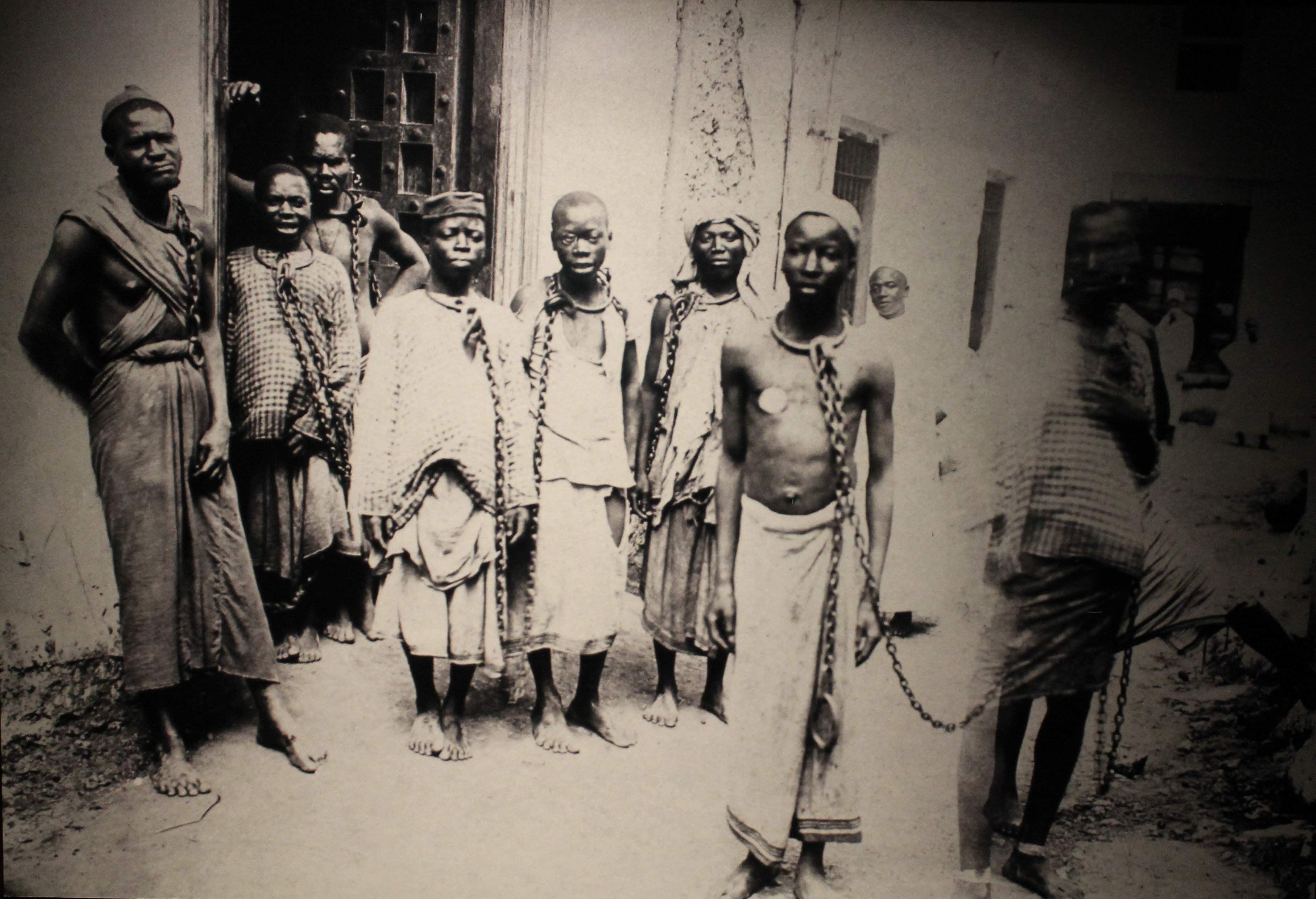
Un marché aux esclaves à Zanzibar (photographie de la 2e moitié du XIXe siècle).
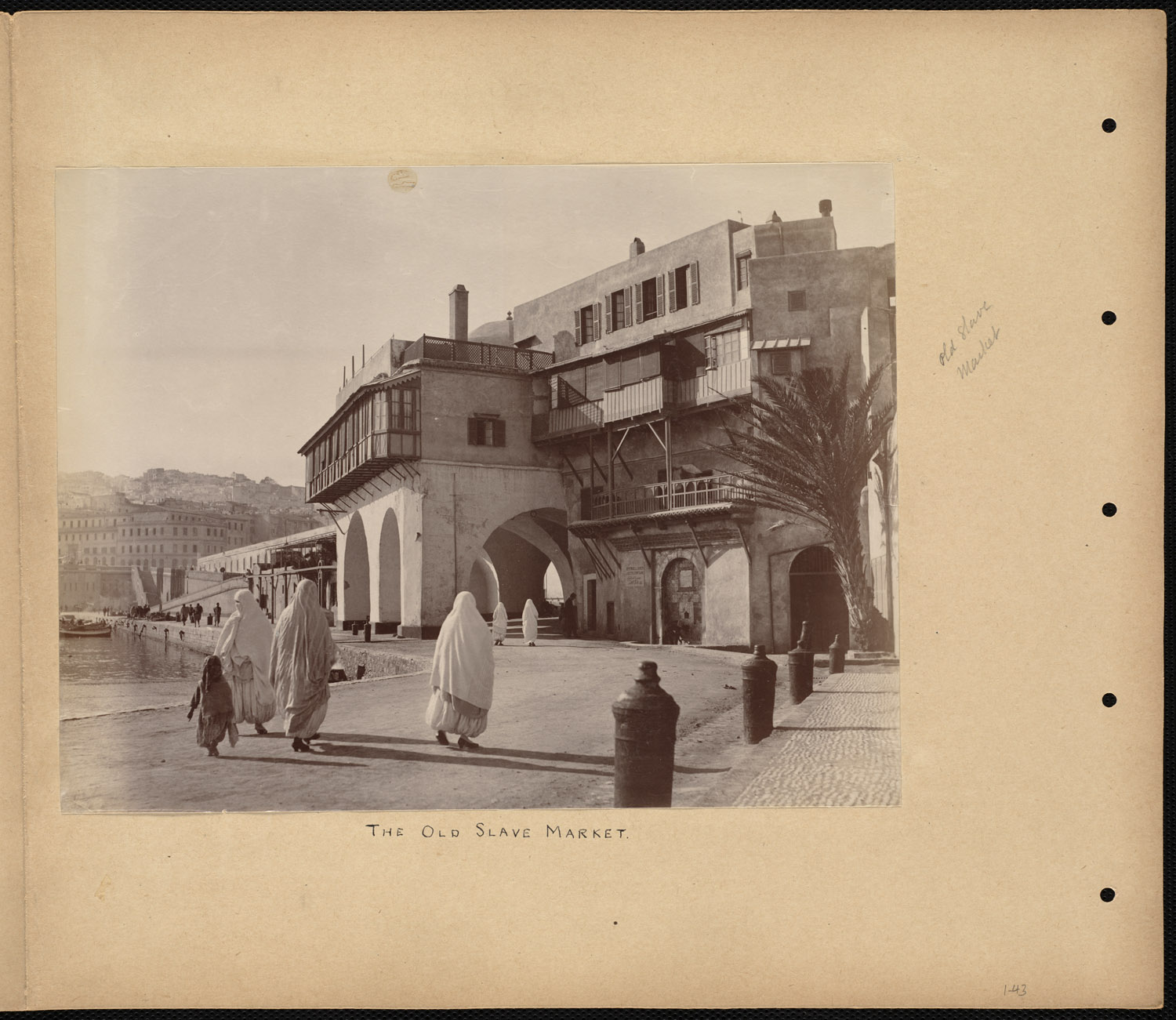
Vieux marché aux esclaves d'Alger (v. 1892).
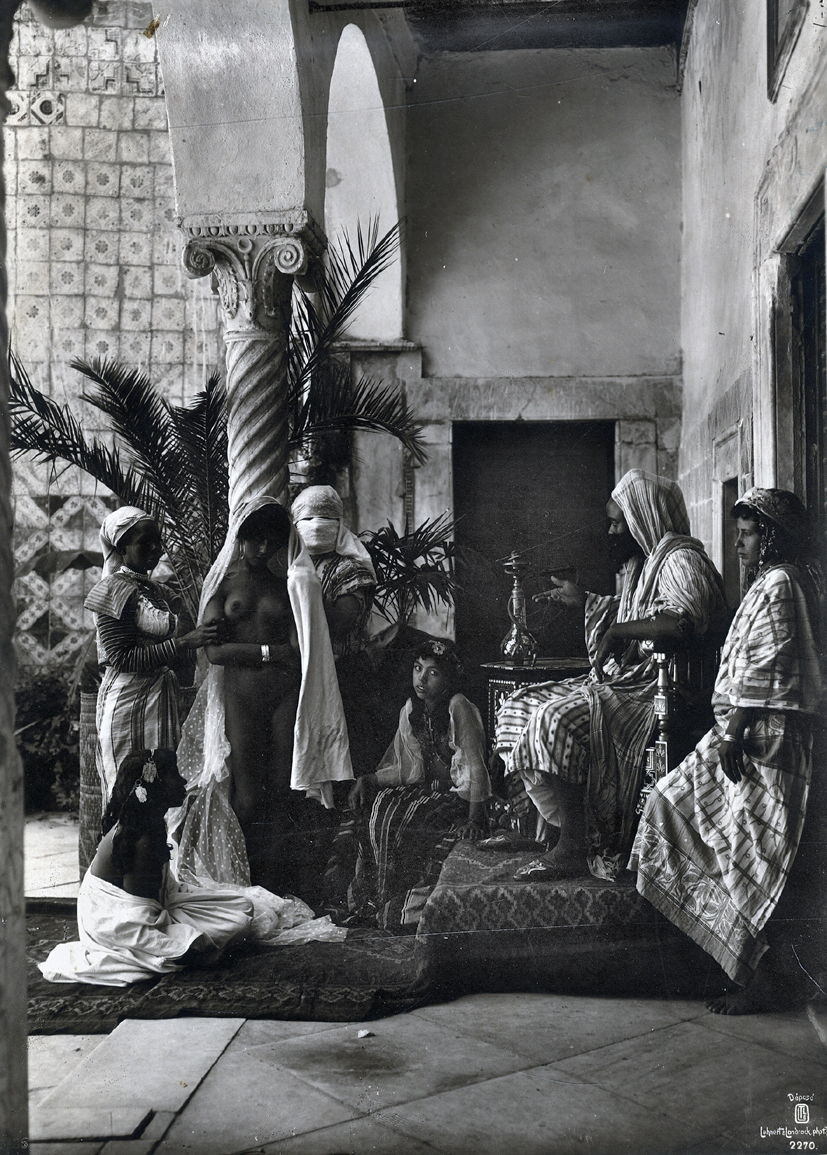
Marché d'esclaves, Tunisie, par R. Lehnert & Landrock (vue d'artiste, début du XXe siècle).
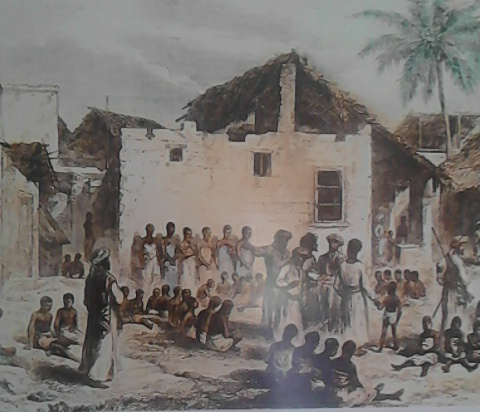
Marché aux esclaves à Ujiji (Tanzanie) (prob. XIXe siècle).
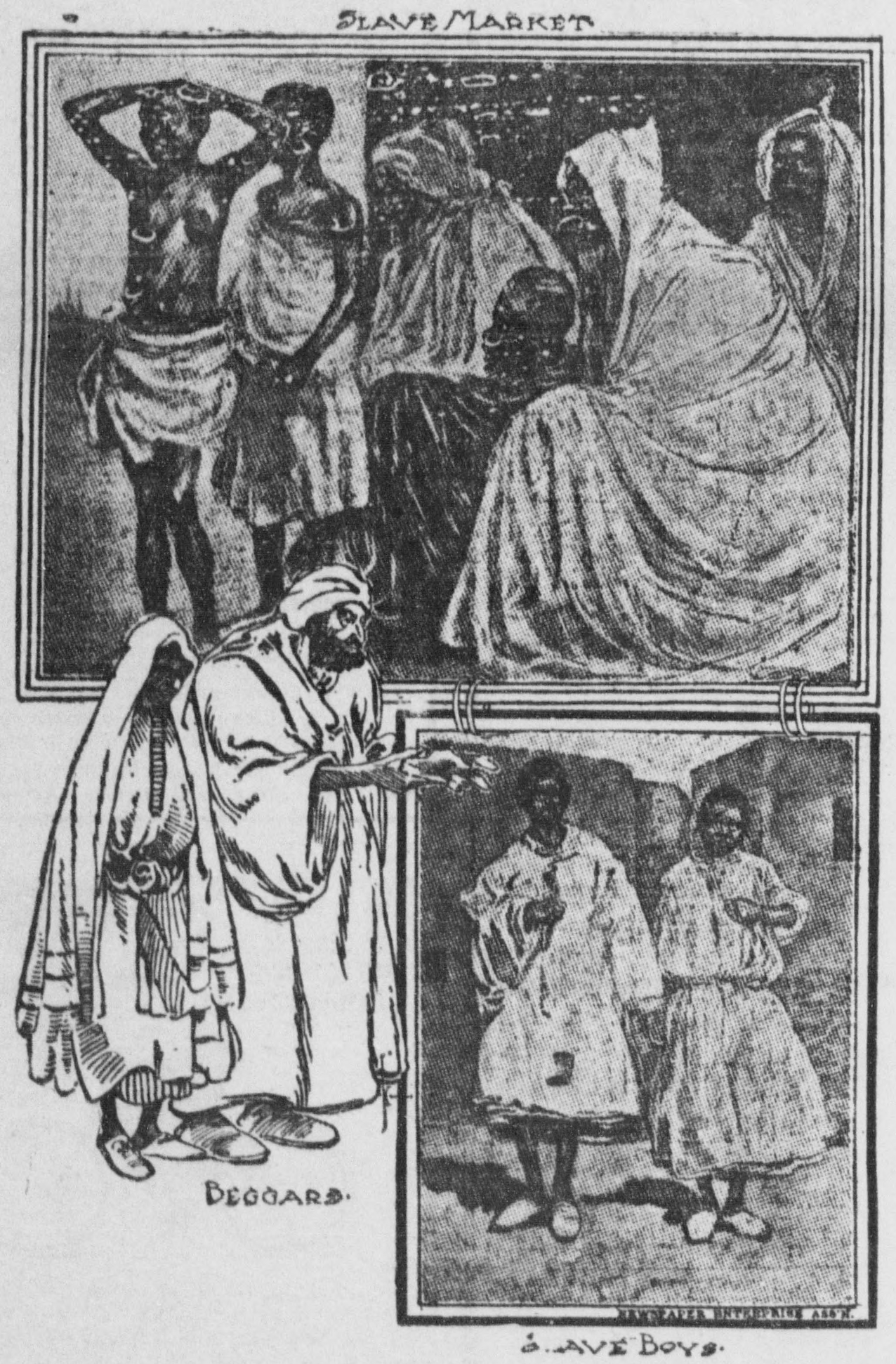
Marché aux esclaves à Tanger (Maroc) (1904).
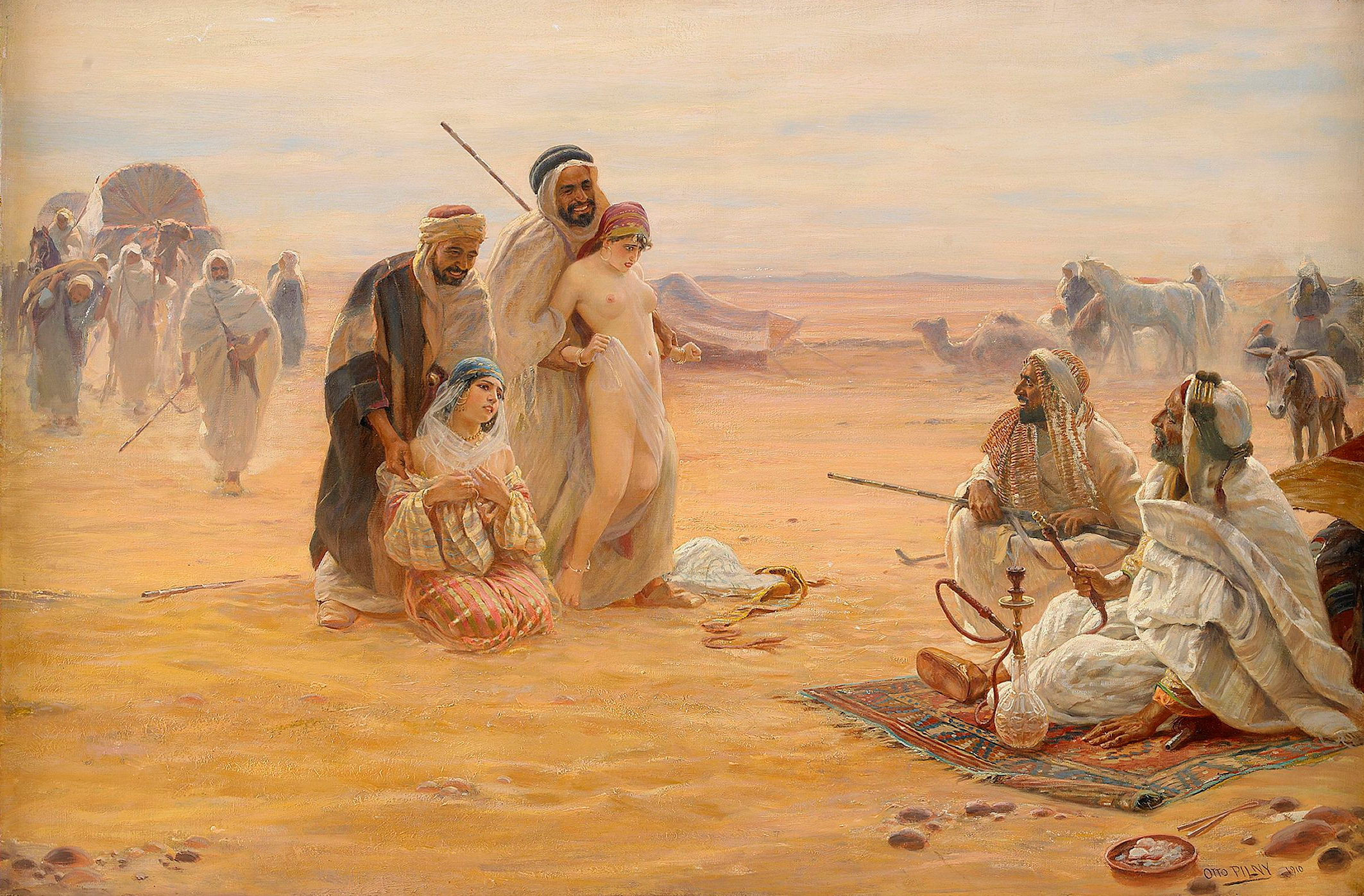
Le Marché aux esclaves par O. Pilny (1910).